# 小田原城
小田原城（おだわらじょう）は、神奈川県小田原市にあった戦国時代から江戸時代にかけての日本の城（平山城）。北条氏の本拠地として有名である。江戸時代には小田原藩の藩庁があった。城跡は国の史跡に指定されている。

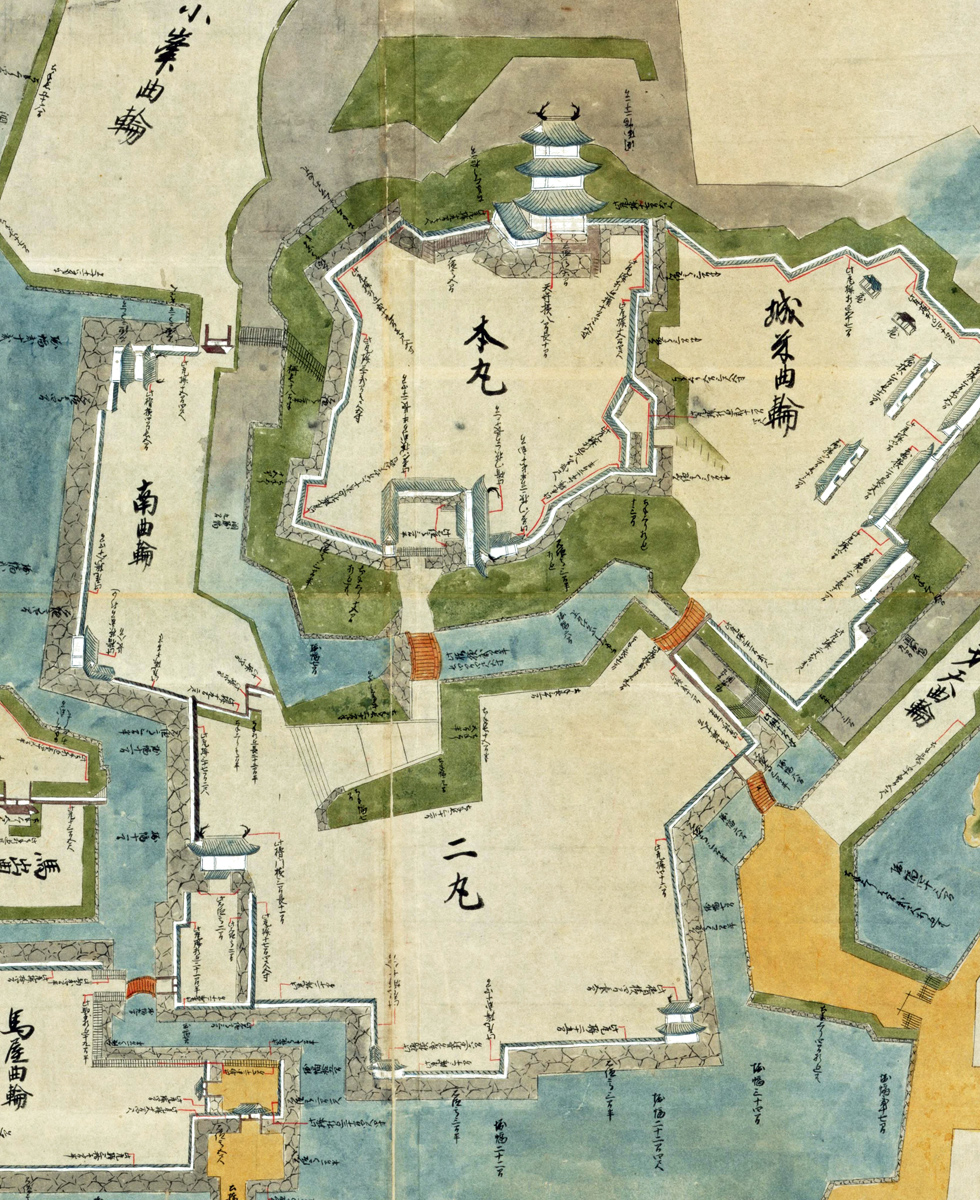
古絵図

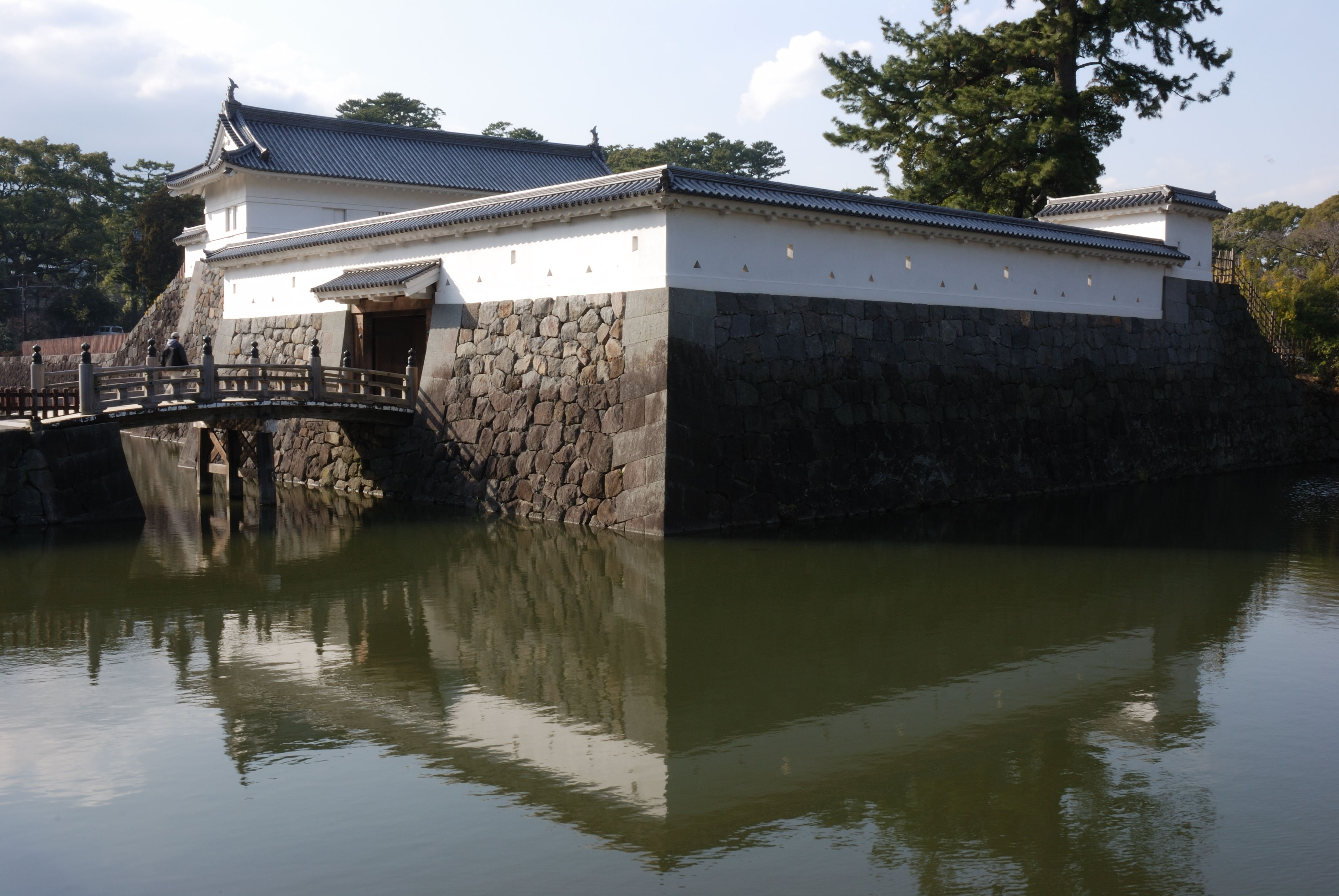
銅門　（復元）

## 概要
北条氏は、居館を今の天守の周辺に置き、後背にあたる八幡山（現在の小田原高等学校がある場所）を詰の城としていた。
居館部については北条氏以前の大森氏以来のものとするのが通説であるが、大森氏時代にはより東海道に近く15世紀の遺構が実際に発掘されている現在の三の丸北堀付近にあったとする異説もある。3代当主北条氏康の時代には難攻不落、無敵の城といわれ、上杉謙信や武田信玄の攻撃に耐えた。江戸時代に居館部が近世城郭へと改修され、現在の小田原城址の主郭部分となったが、八幡山は放置された。そのため、近世城郭と中世城郭が江戸期を通して並存し、現在も両方の遺構が残る全国的に見ても珍しい城郭である。
最大の特徴は、豊臣軍に対抗するために作られた広大な外郭である。八幡山から海側に至るまで小田原の町全体を総延長9キロメートルの土塁と空堀で取り囲んだものであり、後の豊臣大坂城の惣構を凌いでいた。慶長19年（1614年）、徳川家康は自ら数万の軍勢を率いてこの総構えを撤去させている。地元地方の城郭にこのような大規模な総構えがあることを警戒していたという説もある。ただし、完全には撤去されておらず、現在も北西部を中心に遺構が残る。古地図にも存在が示されており、小田原城下と城外の境界であり続けた。明治初期における小田原町の境界も総構えである。
北条氏没落後に城主となったのは大久保氏であるが、2代藩主大久保忠隣の時代に政争に敗れ、一度改易の憂き目にあっている。一時は2代将軍秀忠が大御所として隠居する城とする考えもあったといわれるが、実現しなかった。その後、城代が置かれた時期もあったが、阿部氏、春日局の血を引く稲葉氏、そして再興された大久保氏が再び入封された。小田原藩は入り鉄砲出女といわれた箱根の関所を幕府から預かる立場であった。
なお、小田原藩大久保氏の大名となった支藩（分家）には荻野山中藩（現在の神奈川県厚木市）がある。
小田原城は、江戸時代を通して寛永10年（1633年）と元禄16年（1703年）の2度も大地震に遭い、なかでも、元禄の地震では天守や櫓などが倒壊するなどの甚大な被害を受けている。天守が再建されたのは宝永3年（1706年）で、この再建天守は明治に解体されるまで存続した。近年老朽化や大久保神社所有の天守雛形が現存する為天守の木造復元計画もある。

## 構造

### 平地部
近世に大久保忠世・稲葉正勝によって改修された部分。現在の小田原城址公園及び、その近辺である。主要部のすべてに石垣を用いた総石垣造りの城である。佐倉城や川越城などのように、土塁のみの城の多い関東地方においては特殊と言え、関東の入口としての小田原城の重要性が窺える。なお、現在のような総石垣の城になったのは寛永9年（1632年）に始められた大改修後のことである。本丸を中心に、東に二の丸および三の丸を重ね、本丸西側に屏風岩曲輪、南に小峯曲輪、北に御蔵米曲輪を設け、4方向の守りを固めていた。この他、小峯曲輪と二の丸の間に鷹部曲輪、二の丸南側にお茶壺曲輪および馬屋曲輪、二の丸北側に弁才天曲輪と、計4つの小曲輪が設けられ、馬出（うまだし）として機能した。建造物としては、本丸に天守および桝形の常磐木門、二の丸には居館、銅門、平櫓がそれぞれ設けられ、小田原城全体では、城門が13棟程、櫓が8基程建てられていたものと考えられている。江戸末期には、海岸に3基の砲台が建設されている。
明治初期に殆どの建物が取り壊されたが、本丸・二の丸・茶壺曲輪・馬屋曲輪は復元が進んでいる。鷹部曲輪には図書館・郷土文化館が置かれ、小峯曲輪は報徳二宮神社、屏風岩曲輪は遊園地となっている。御蔵米曲輪は球場となった後、一時的に駐車場となっていたが、現在復元整備中。弁財天曲輪は城址公園外の住宅地となっており旭丘高校の校地も存在する。
なお、小田原城址公園に隣接する市有地には、小田原箱根商工会議所が事務所としていた1971年（昭和46年）に建設された商工会館（地下1階、地上5階建て）があったが、周辺は弁財天曲輪や蓮池があった場所で国の史跡指定の範囲内だったことから文化庁の許可を得て建てられた。しかし、旧商工会館は建て替えが難しいことから、小田原箱根商工会議所は2021年2月に小田原市本町の新事務所に移転しており、旧商工会館を市に寄贈する意向を伝えている。

### 八幡山古郭
平地部に対する詰城に当たる。小田原合戦において、北条氏政がここに陣を置いたとされる。大森氏時代からの本来の小田原城とも言われるが、異説もありはっきりしない。東から順に、東曲輪、本曲輪、西曲輪、藤原平、毒榎平と連なる連郭式の構造。本曲輪の南側に南曲輪、西曲輪の北側に鍛冶曲輪を置き、守りを固めている。現在、大半が宅地化。東曲輪は一部史跡公園となったが、本曲輪とその北側、及び南曲輪は住宅地である。西曲輪、藤原平は現在の小田原高校で、鍛冶曲輪は庭球場、毒榎平は貯水池及び城山公園となっている。往時の面影はほとんど残っていない。

### 総構

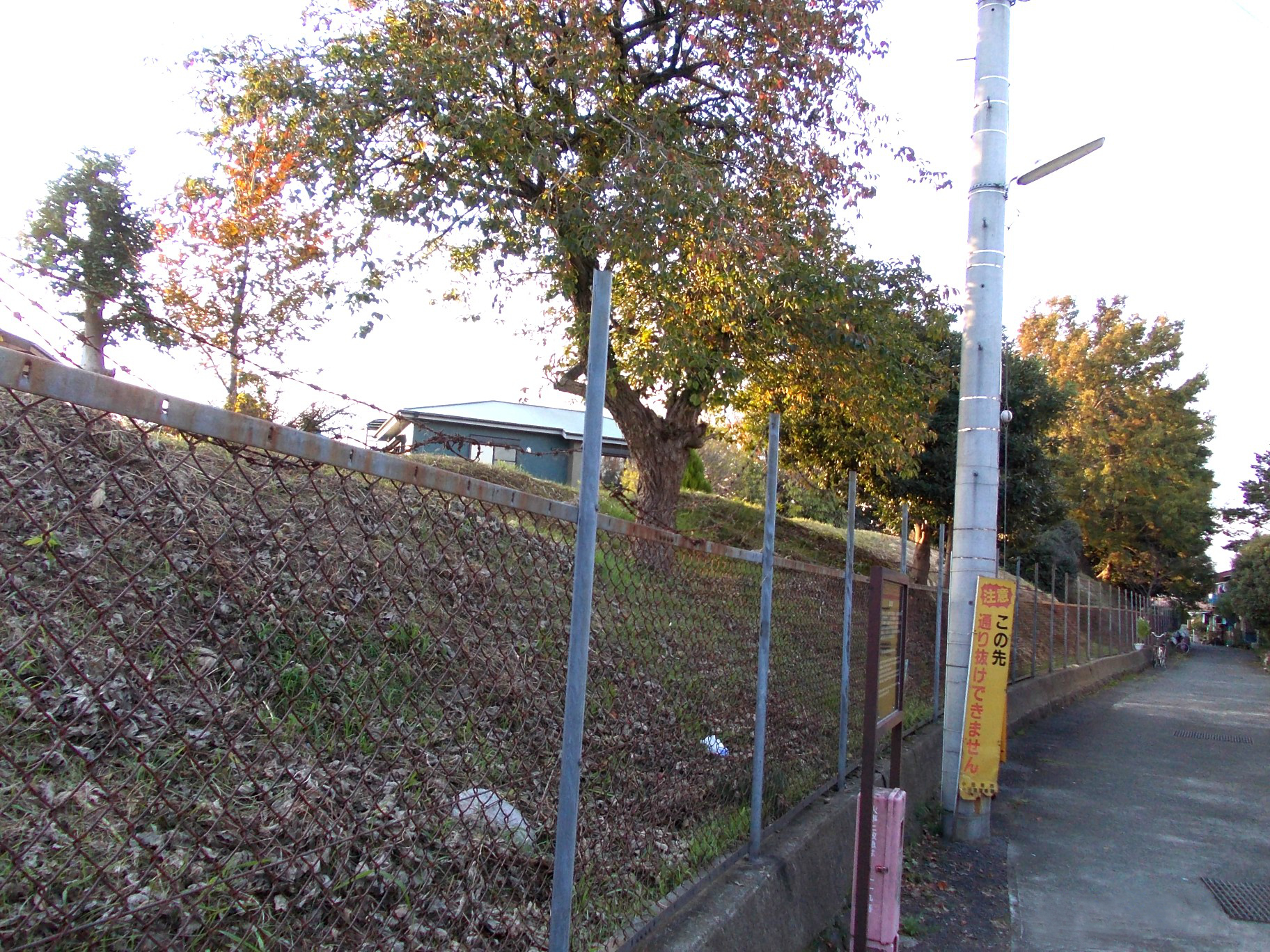
蓮上院 土塁

小田原城は中核部が二の丸総堀、三の丸総堀、総構堀によって三重に囲われた構造となっている。二の丸総堀は平地部及び八幡山古郭外周の堀が繋がったものである。三の丸総堀は近世城郭部の三の丸堀に加え、南側の天神山丘陵の尾根を走る空堀、そして最西端の小峰大堀切によって構成される。小峰大堀切は中世城郭部最大の遺構である。東側へと伸びる八幡山丘陵、天神山丘陵、谷津丘陵が集まる点にあり、各丘陵と西側の山地部を切断している。総構堀は上述のように小田原の町全体をとりかこんだ、連続した空堀と水堀である。山地部の空堀は小峰大堀切よりさらに西の小田原城最高所となるお鐘の台をとりこんでおり、ここから北西部の桜馬場、稲荷森の総構堀は比較的よく残る。平地部の水堀は消滅、あるいは暗渠化したが、南西部の早川口や東部の蓮上院近辺に辛うじて土塁が残る。

## 歴史・沿革
元は、平安時代末期、相模国の豪族土肥氏一族である小早川遠平（土肥小早川氏の祖とされる）の居館であったとされる。
「鉢木物語」にて、北条時頼から佐野源左衛門に与えられたという物語がある。
応永23年（1416年）上杉禅秀の乱で禅秀方であった土肥氏が失脚し、駿河国に根拠を置いていた大森氏がこれを奪って、相模国・伊豆国方面に勢力を広げた。
明応4年（1495年）、伊豆国を支配していた伊勢平氏流伊勢盛時（北条早雲）が大森藤頼から奪い、旧構を大幅に拡張した。ただし、年代については明応4年（1495年）、以後に大森氏が依然として城主であったことを示すとされる古文書も存在しており、実際に盛時が小田原城を奪ったのはもう少し後（遅くても文亀元年（1501年））と考えられている。ただし、盛時は亡くなるまで韮山城を根拠としており、小田原城を拠点としたのは息子の伊勢氏綱（後の北条氏綱）が最初であったとされ、その時期は氏綱が家督を継いだ永正15年（1518年）もしくは盛時が死去した翌永正16年（1519年）の後とみられている。以来北条氏政、北条氏直父子の時代まで戦国大名北条氏の5代にわたる居城として、南関東における政治的中心地となった。
永禄4年（1561年）、北関東において後北条氏と敵対する上杉謙信が越後から侵攻し、小田原城の戦いとなる。軍記などでは、11万3千（関八州古戦録より）ともいわれる大軍勢で小田原城を包囲。1か月にわたる篭城戦の後、上杉軍の攻撃を防ぎ切ったと伝えているが、実際は10日間ほどの包囲であったとみられる。
永禄11年（1568年）甲斐国の武田信玄は駿河今川領国への侵攻を開始し（駿河侵攻）、後北条氏は甲相同盟を破棄し越後上杉氏との越相同盟を結び武田方に対抗した。信玄はこれに対して北関東の国衆と同盟し後北条領国へ圧力を加え、翌永禄12年10月1日から4日（1569年11月9日から12日）にかけて後北条領国へ侵攻し、小田原城を包囲する軍事的示威活動を行い、撤退に際して追尾した後北条勢を三増峠の戦いにおいて撃退した。後に後北条氏は武田の駿河領有を承認し甲相同盟を回復している経緯からも、この時の小田原攻めは本格的侵攻ではなく軍事的示威行為に過ぎないものであったと考えられている。
後北条氏による小田原城の改築は大きいものでは少なくても2度あったと考えられている。最初は伊勢盛時（北条早雲）が小田原城を得た直後で、ほぼ同時期に鎌倉に大被害をもたらした大地震があったと言われており（明応地震を参照のこと）、文献上の記録はないものの距離的に近い小田原も被害を受けた可能性があり、戦闘と地震による打撃を回復させるための改築が行われたと見られている（ただし、前述の通り、地震発生時の当主が大森氏であった可能性及び同氏が改築を行った可能性も否定は出来ない。また、近年研究が進み、地震に乗じて、又は、地震後の混乱に乗じて城を奪ったとする説も出ている）。もう1度は永禄9年（1566年）から同12年の時期に小田原城の改築に関する文書が多数発給されており、この時期に相次いだ上杉氏・武田氏の侵攻に備えたものと考えられている。また、甲相駿三国同盟の時期を除けば、小田原城の西隣に位置する駿河国駿東郡は後北条氏を含めた諸勢力による争奪が長く続いており、後北条氏の時代全体を通じて一番緊迫した国境であった駿東方面への押さえとして小田原城は重要視されており、関東地方の大半を制圧した後もその中央部に本拠地に移動させずに小田原城を本拠とした理由と考えられている。なお、北条氏康の居館には会所・寝殿が備わっており、永禄元年（1558年）に小田原に入った古河公方足利義氏が氏康邸を宿舎としていたことが知られている。

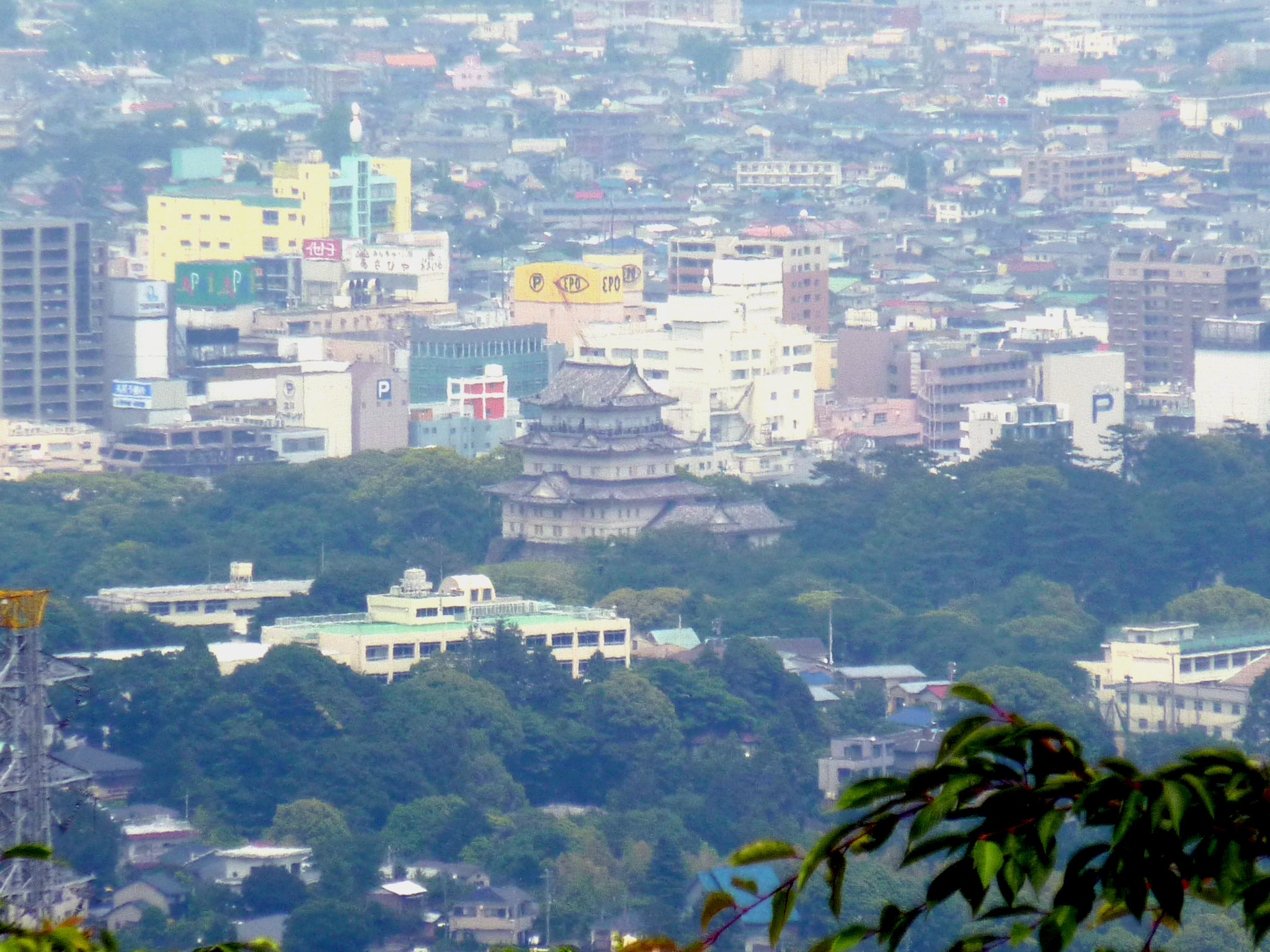
石垣山一夜城から望む小田原城

### 安土桃山時代
天正18年（1590年）豊臣秀吉が天下統一の仕上げとして隠居北条氏政と当主氏直が指揮する北条氏と開戦し、当時北条の台頭に対抗していた関東の大名・佐竹義重・宇都宮国綱らとともに数十万の大軍で小田原城を総攻撃した。小田原征伐（小田原合戦、小田原の役など）と呼ばれるこの戦いにおいて秀吉は圧倒的な物資をもって取り囲むとともに別働隊をもって関東各地の北条氏の支城を各個撃破し、篭城戦によって敵の兵糧不足を待ち逆襲しようとした北条氏の意図を挫き、3か月の篭城戦の末ほとんど無血で開城させた。この篭城戦において、北条側が和議と抗戦継続をめぐって議論したが一向に結論が出なかった故事が小田原評定という言葉になっている。その後、秀吉は国綱とともに下野国宇都宮に陣を移し、参陣した東北地方の諸大名の処遇を決定、秀吉の国内統一事業はこれをもって完成した（宇都宮仕置）。

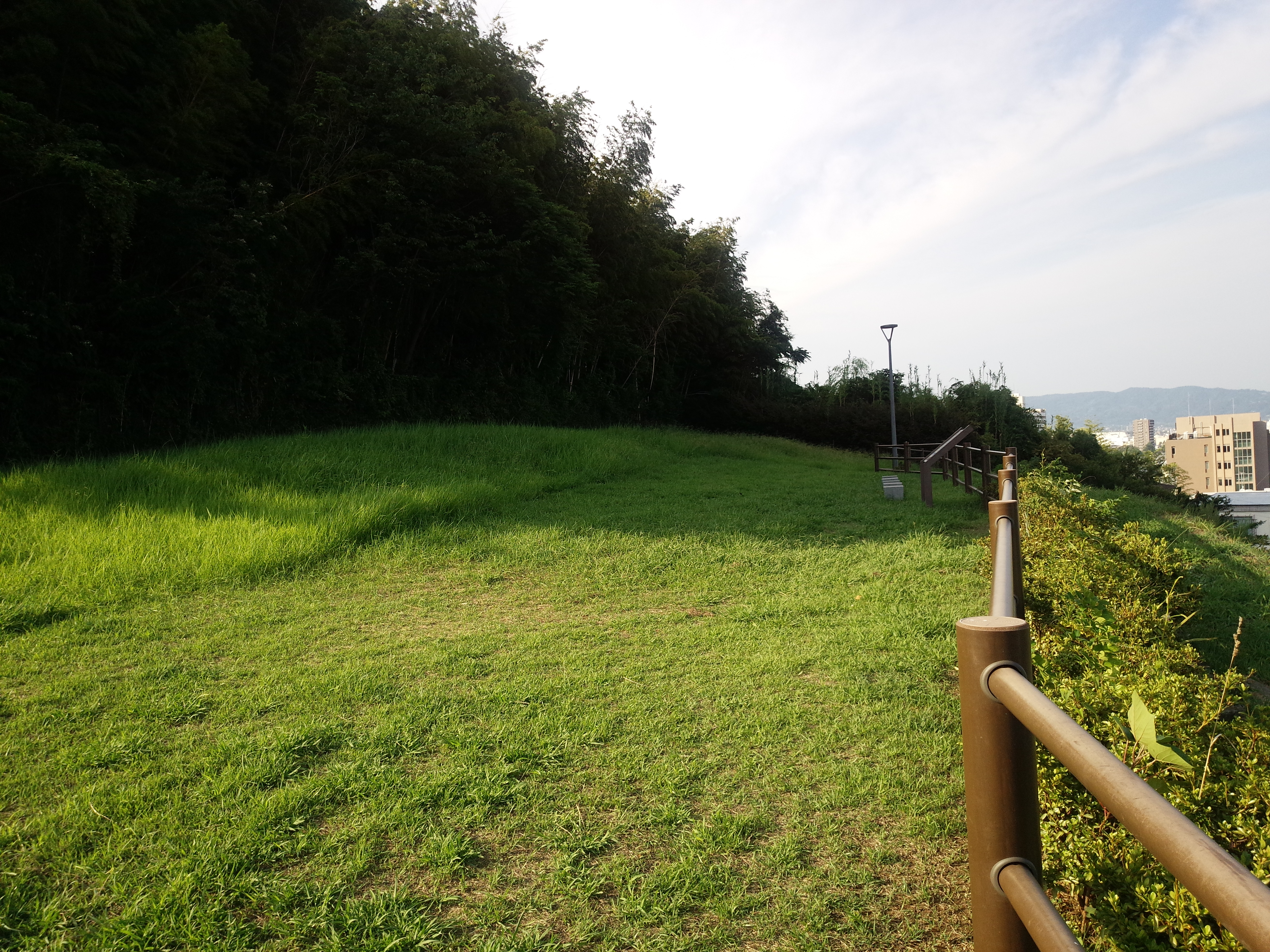
八幡山古郭 東郭
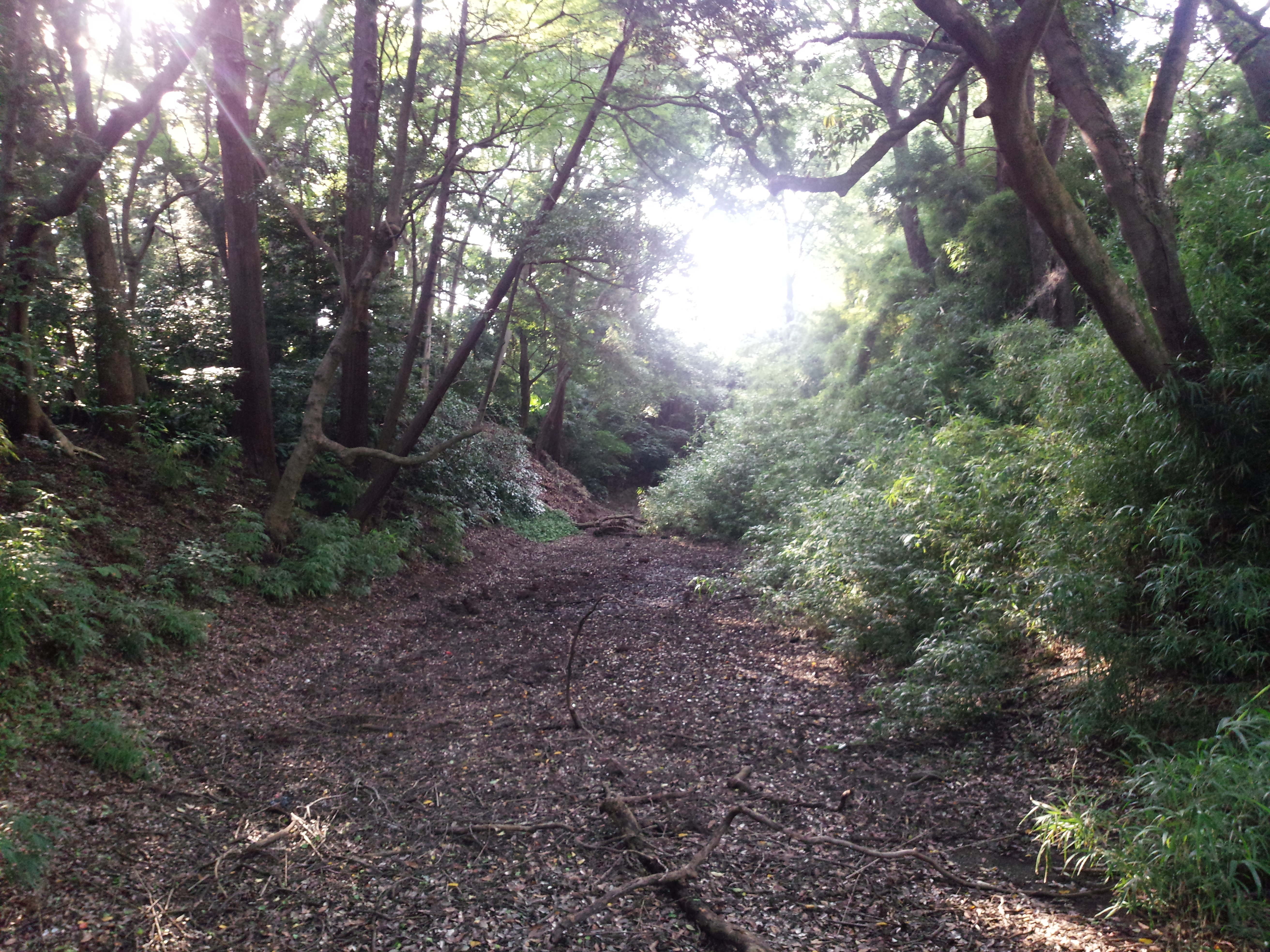
中世遺構とされる本丸と二宮神社間の空堀
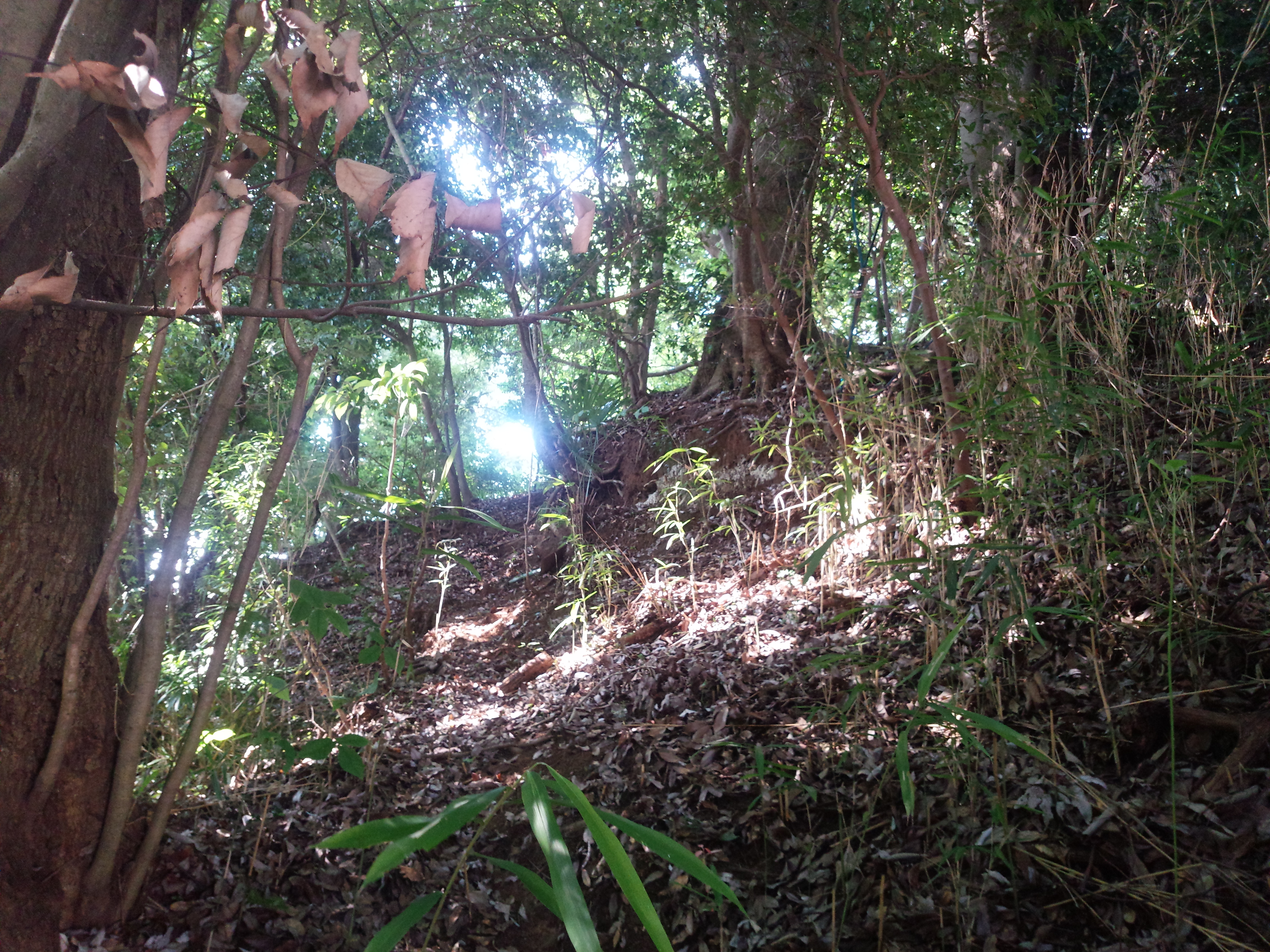
城山 八幡山古郭本丸付近の土塁
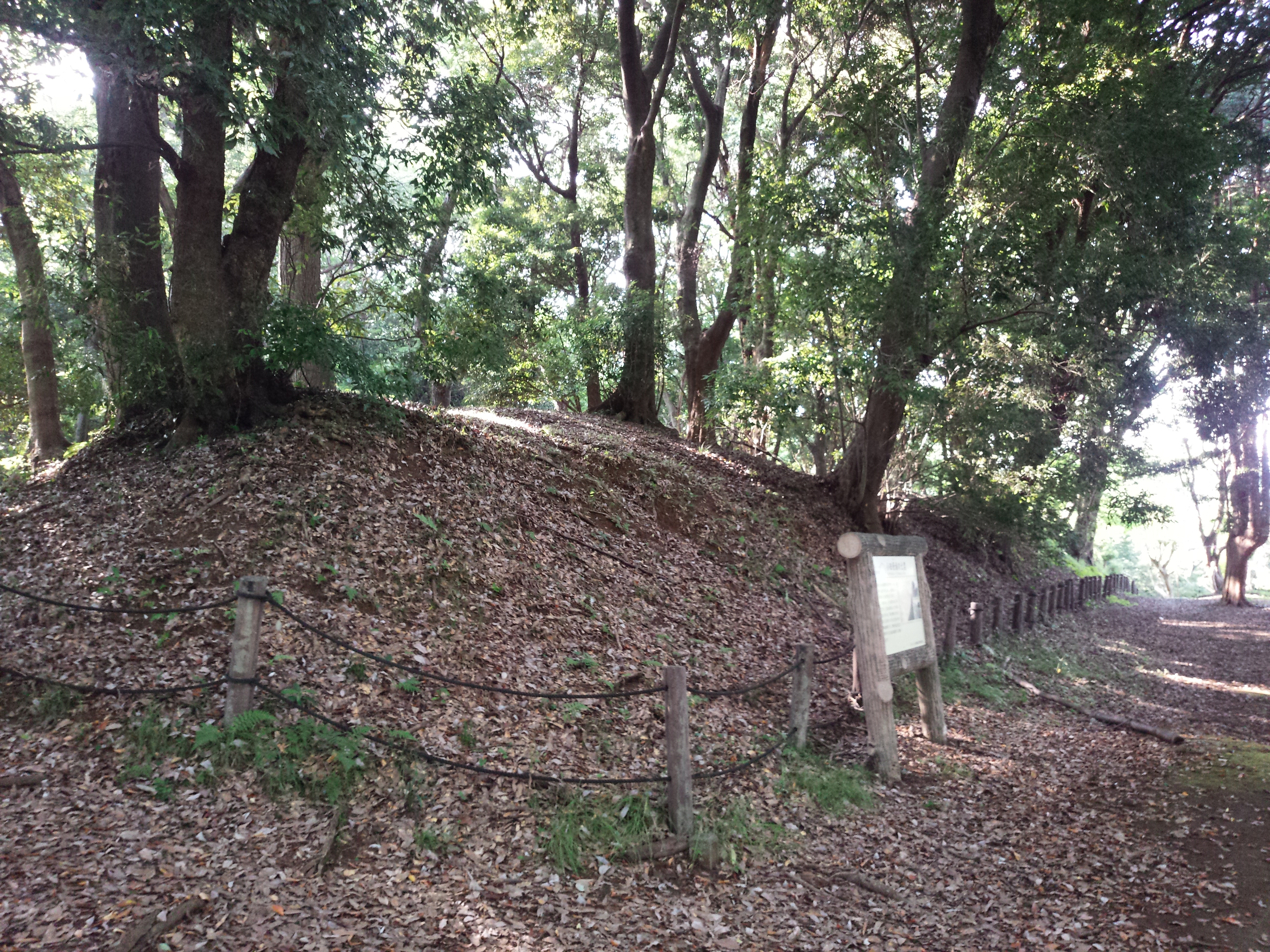
小峰の土塁
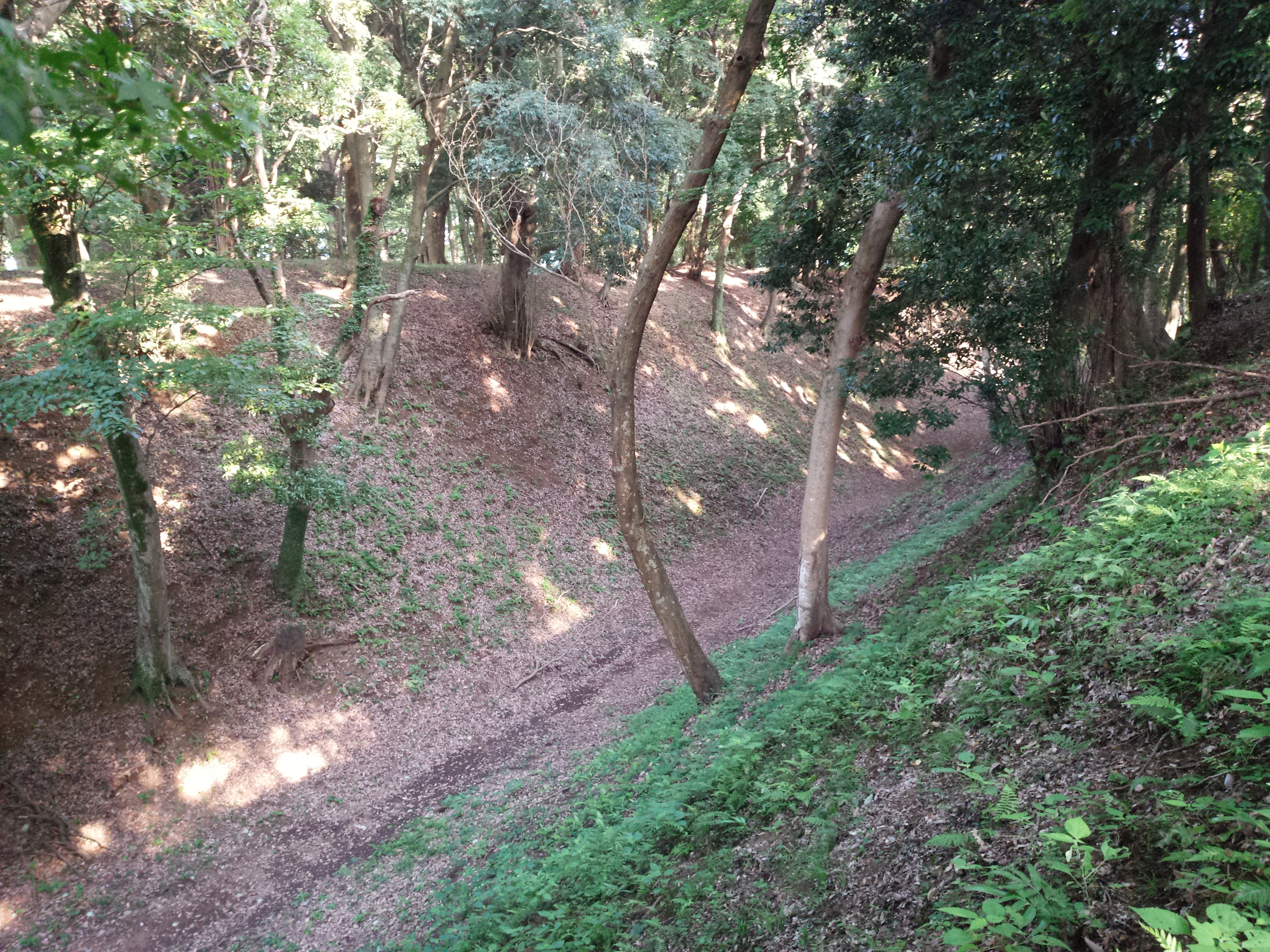
小峰の東堀1
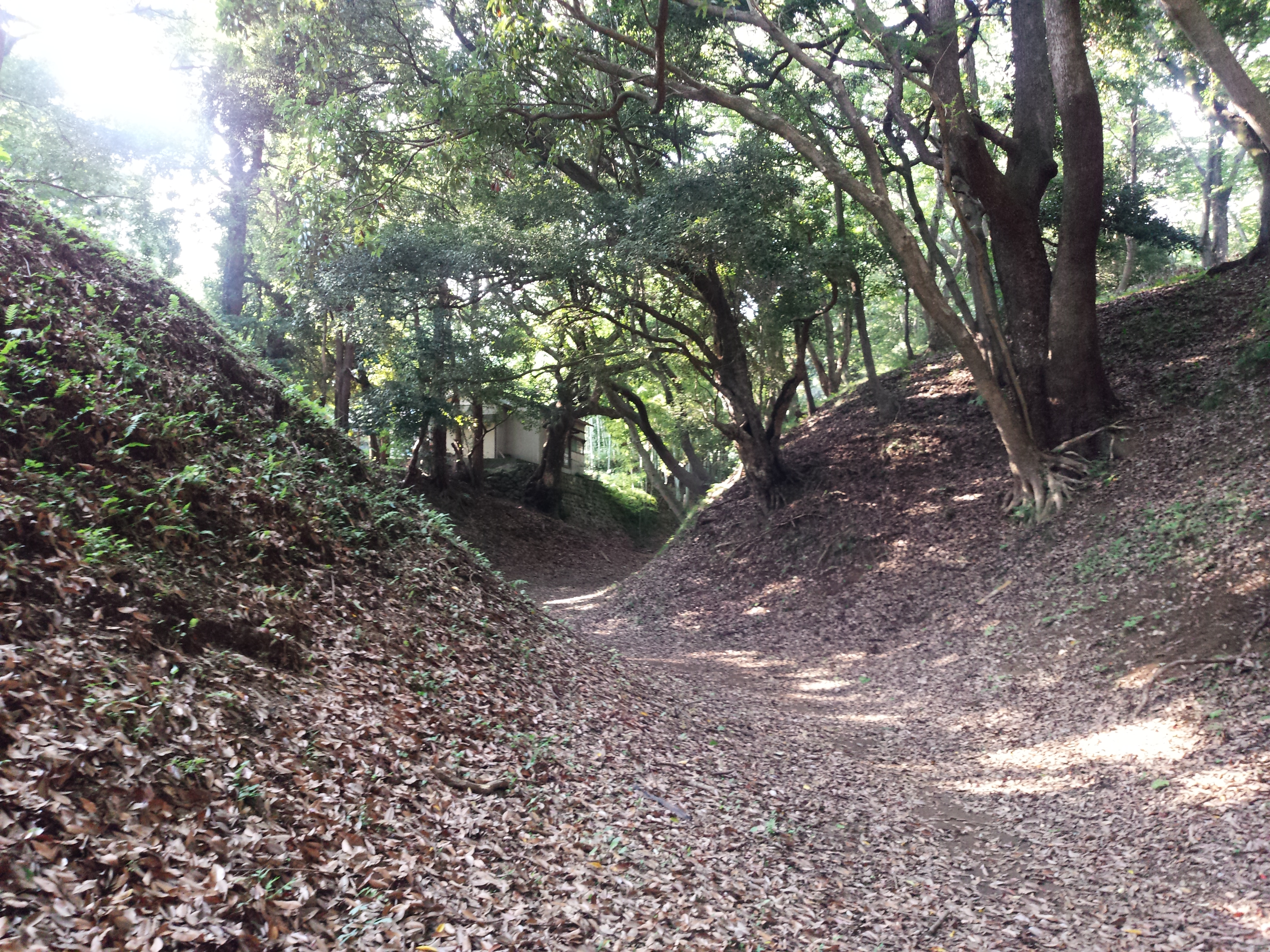
小峰の東堀2
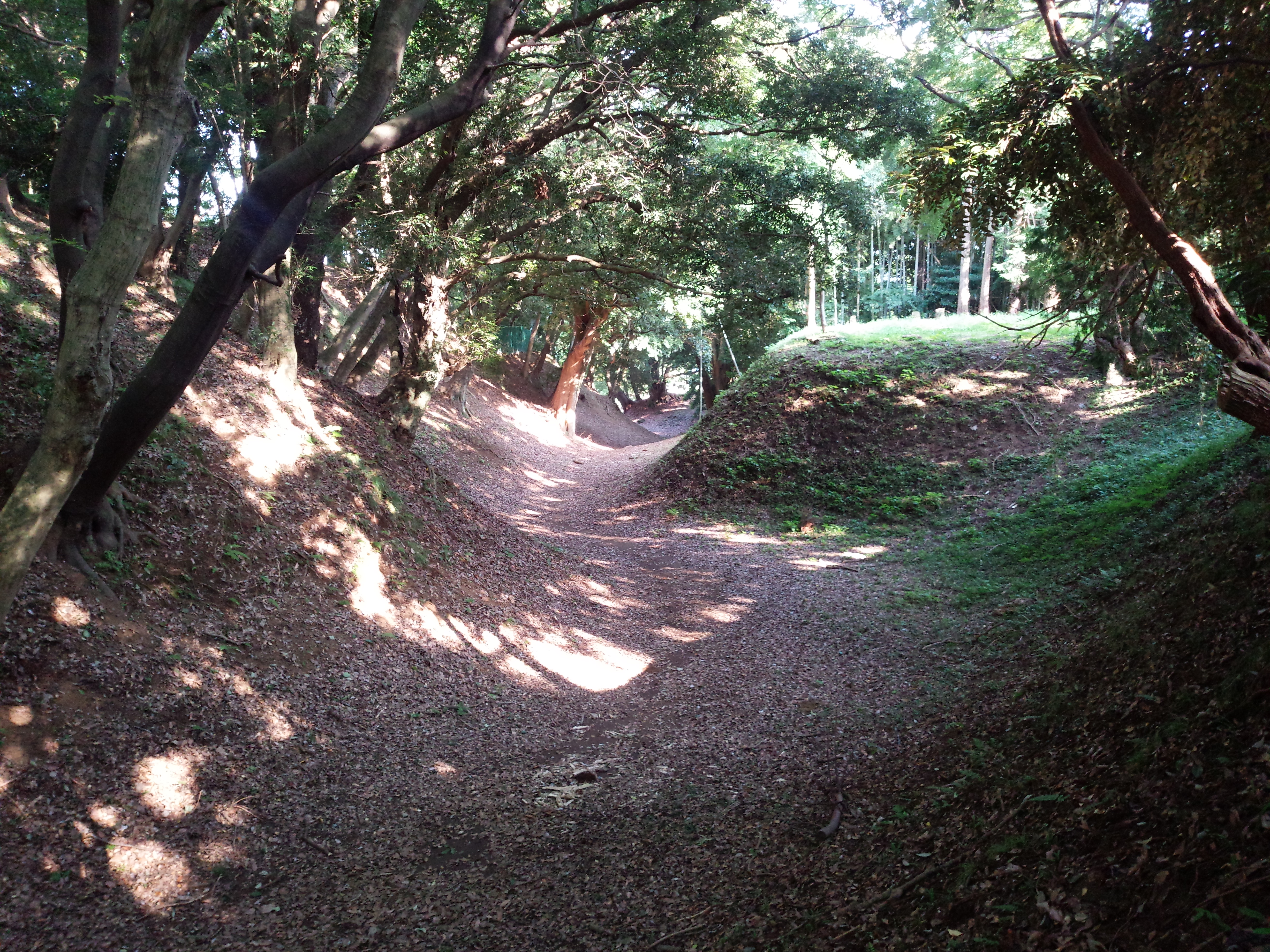
小峰の東堀3
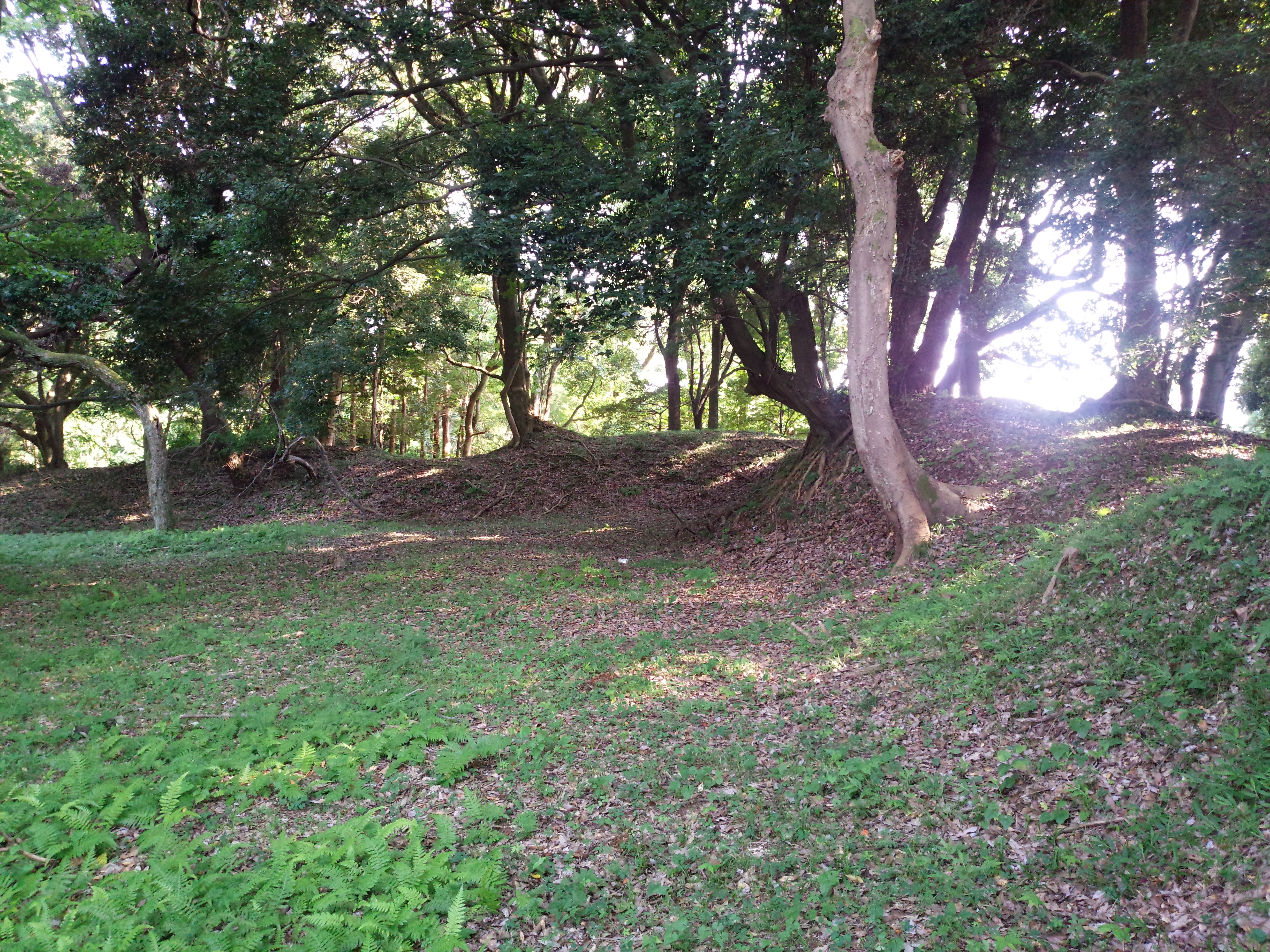
東堀と中堀間に残る曲輪
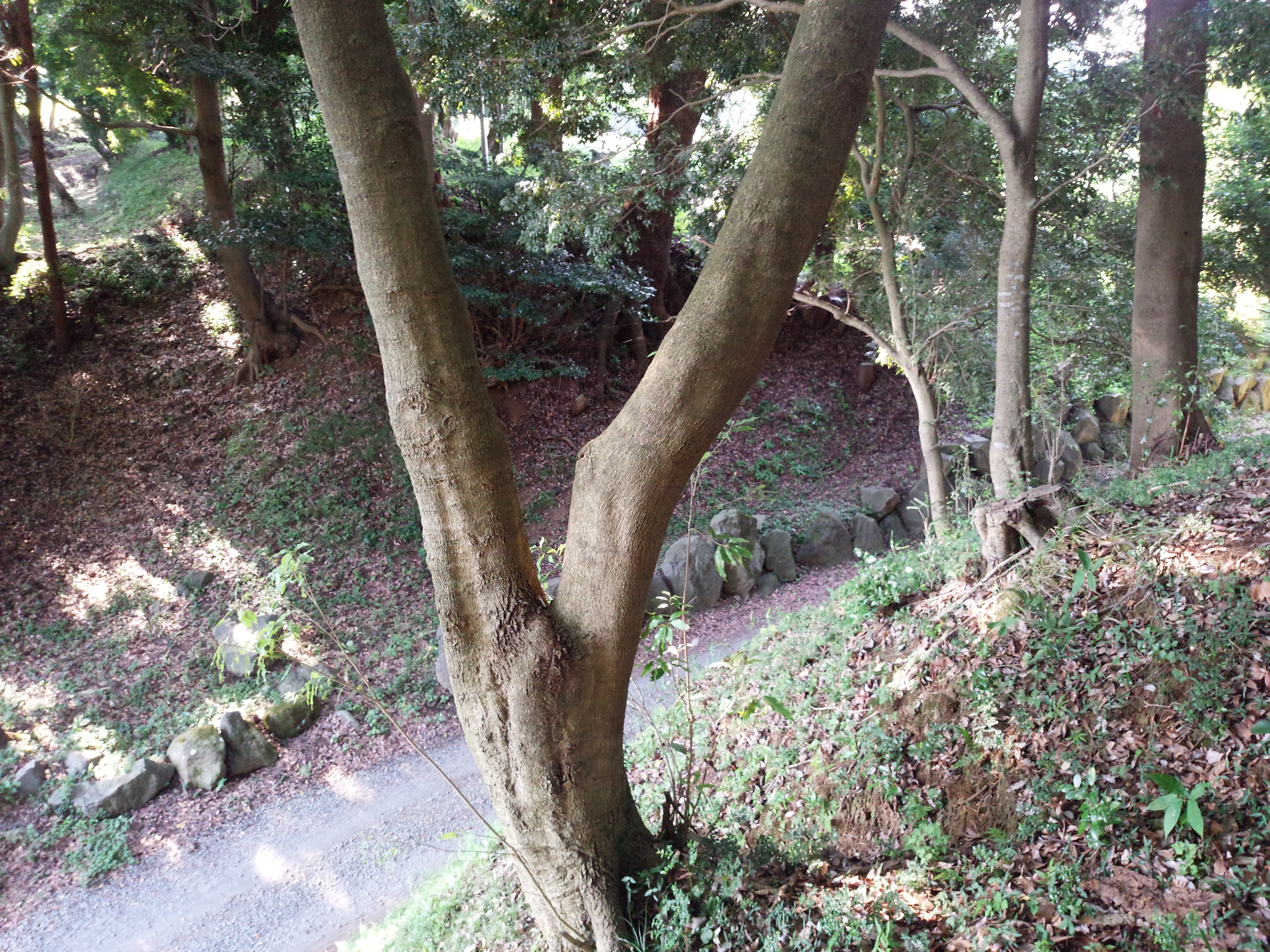
小峰の中堀
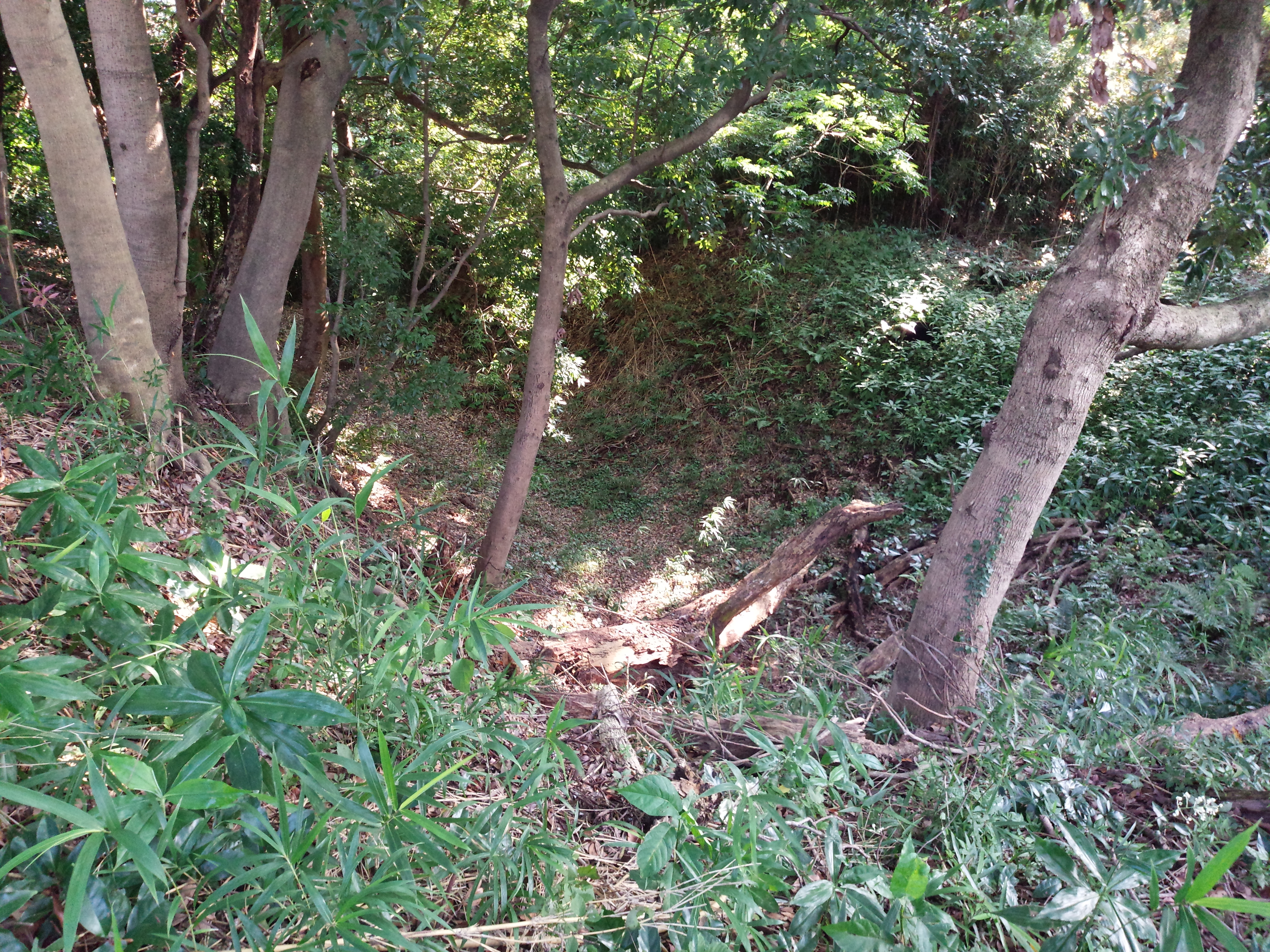
香林寺西の空堀
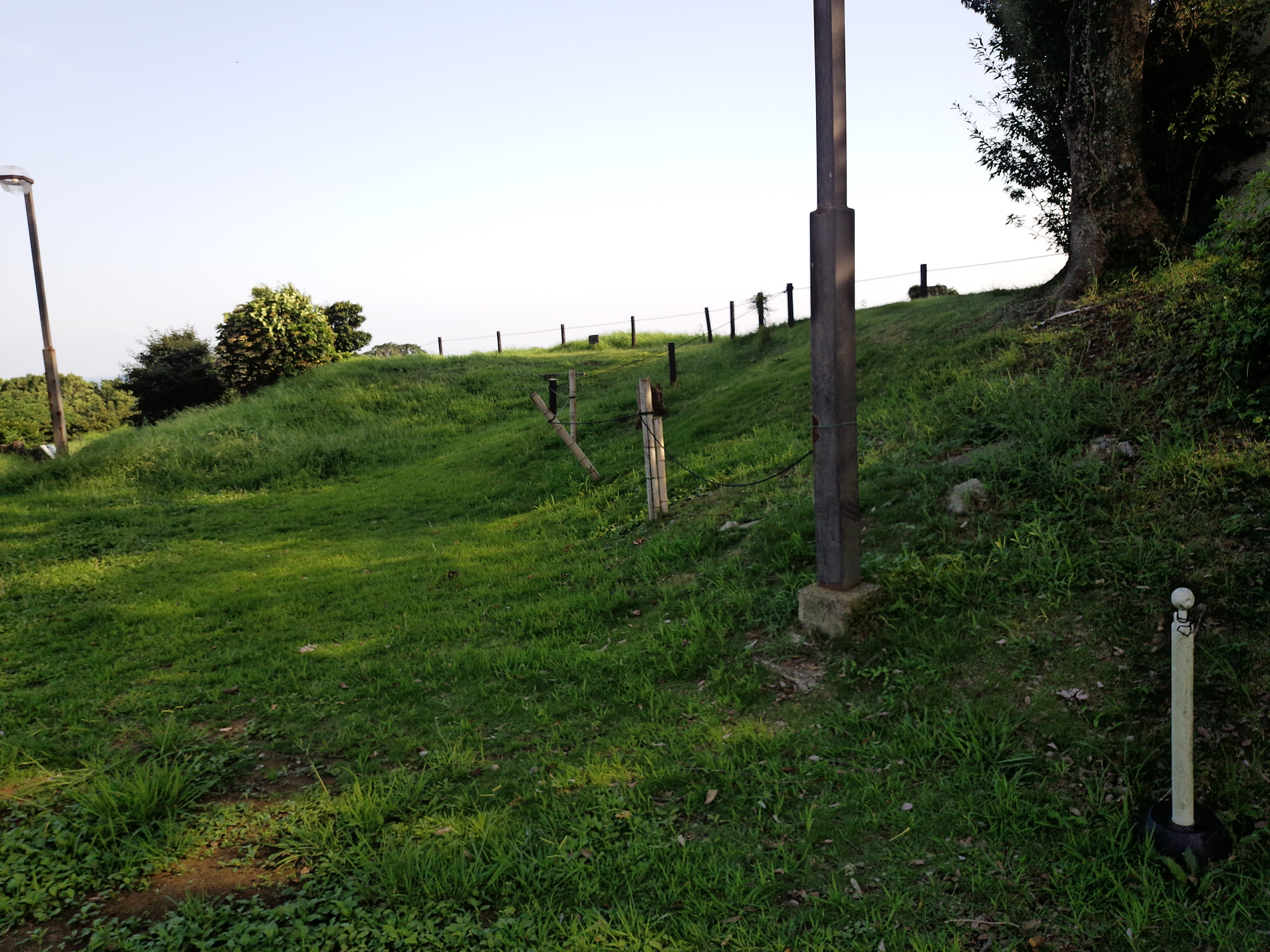
新三ノ丸の土塁
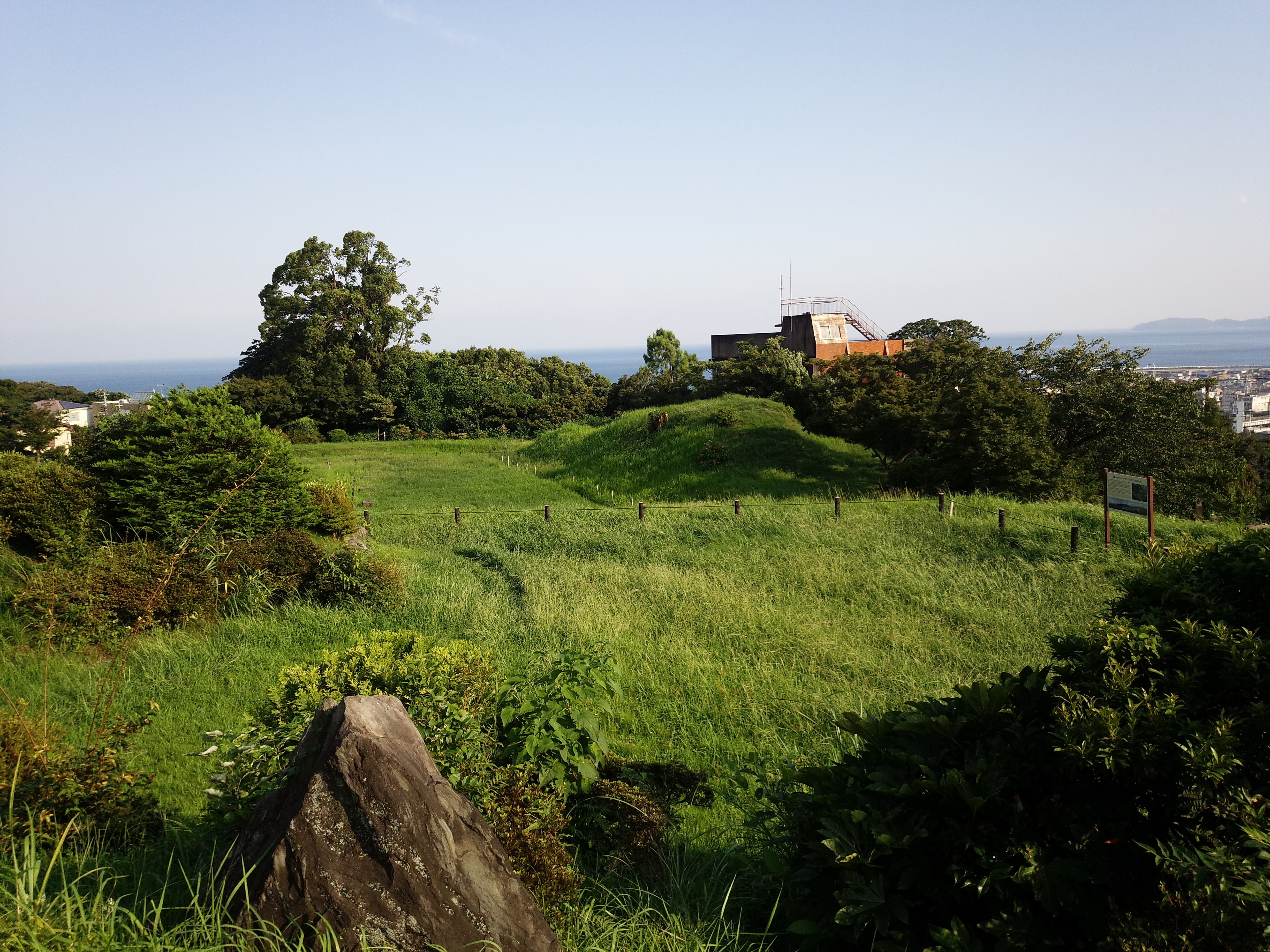
新三ノ丸

## 総構(大構)の建造時期
後北条氏は永禄12年(1569年)に武田信玄に小田原城を攻められたことで未曾有の小田原城の大改修が始まったといわれているが、年代と普請内容については未だに不明な部分が多い。

### 永禄12年の三の丸大普請(大改修)
この頃の城普請の作業内容は土塁と堀の築造が主体。三の丸外郭を充実させながら、新たに外周に三の丸の外郭を構成し、三の丸の低地部分が優先となり、次に山岳部の外郭を築造した。

### 习歳大普請
天正6年(1578年)正月～

### 普請の内容
三の丸大普請(大改修)山岳部三の丸普請(新堀)
北条氏照の屋敷を要害内に入れるため、寺地の提供を求め、結果的に北条氏の家臣朝倉氏が土地を買収している。

### 戌歳大普請
天正13年(1585年)2月～

### 乙酉大普請
天正13年(1585年)3月～

### 普請の内容
後北条氏時代に小田原城は二の丸・三の丸ともに山地部分が広大で、山城を意識して城地を拡大したと思われているが不明である。三の丸の外郭の普請は翌年には天神山尾根へ拡張し外郭が完成。

### 亥歳大普請
天正15年(1587年)正月～

### 相府大普請
天正15年(1587年)5月～
- 豊臣政権による小田原征伐に備えたもの。

### 寅歳大普請
天正17年(1589年)の秋から天正18年(1590年)正月

### 普請の内容
関東の支城群の普請・総構(大構)の築造。城下町と農村を城内に入れて、豊臣との全面対決を意識した。

## 江戸時代以降
小田原征伐後、後北条氏の領土は徳川家康に与えられ、江戸城を居城として選んだ家康は腹心大久保忠世を小田原城に置いた。その際、忠世は小田原城周りの4万石を与えられ、さらに、豊臣秀吉に5000石を与えられ、小田原藩が誕生した。小田原を任せられた忠世は、元後北条家臣山角氏の屋敷に居住しながら小田原城の修築に取り掛かり、入生田や久野から石材を調達し、内・外堀などの石垣普請を行った。小田原旧城は現在の小田原の市街地を包摂するような巨大な城郭であったが、大久保氏入部時代以降に規模を縮小させ、以後、17世紀の中断を除いて明治時代まで大久保氏が居城した。なお、天守閣は元禄地震により発生した火災で焼失した。一方北条氏は、一族の北条氏盛が河内国狭山（現在の大阪府大阪狭山市）1万余石を治める外様大名として明治に至っている。
- 大久保氏時代

当初の小田原城は家康の直臣・加賀爪政尚や小田原の地奉行を務めた板倉勝重らによって仕切られ、年貢米徴収などの蔵米管理は他の徳川領と同様に代官頭伊奈忠次が担当した。天正19年（1591年）、そのような体制下で、酒匂川左岸地域に検地が実施され、後北条氏時代の貫高表記から石高表記に変わった検地帳が作られた。しかし、それも文禄元年（1592年）ごろから忠世の重臣にその役割は引き継がれていった。それと同時に、暴れ川であった酒匂川の治水工事が行われた。その工事は忠世の子大久保忠隣の時代まで続けられ、慶長14年（1609年）ごろまでに完成させた。さらに、新たな用水路として新川（酒匂堰）の開削も行われ、新田開発も行われた。また、前述の通り、土の堀が中心であった小田原城に石垣を施す工事も行っている。
- 徳川家直轄領時代

慶長18年（1613年）に起こった大久保長安事件に連座して忠隣は改易され、小田原城は徳川直轄領となり、番城となった。この際に小田原城の大外郭が破却されたとされている。大坂の陣に伴い、元和元年（1615年）に旗本の近藤秀用が小田原城代として小田原城を守衛した。また、同5年（1619年）幕府奏者番の阿部正次が小田原城で2万石を加増され、上総大多喜から小田原に入封し、小田原藩が復活するも、同九年岩槻に移封となった。その後、再び秀用が経験を買われ、小田原城代となった。この時、小田原藩が作られなかったのは、前将軍・徳川秀忠が隠居地として小田原城を考えていたためとされている。実際に寛永2年（1625年）・同3年には、江戸城の石垣普請を務めた御先手組組頭阿部正之が小田原に派遣され、この時に切り出された石や刻印石が残されている様子が記されている（塚原村鑑）。城下についても、遠国奉行である小田原町奉行兼代官が設置され、元和9年（1623年)からは揖斐政景が配置された。しかし、寛永9年（1632年）秀忠が小田原に移るよりも前に秀忠が亡くなり、計画は幻に終わった。
- 稲葉氏時代

寛永9年（1632年）、前将軍・秀忠の死後、徳川家光に重用されていた稲葉正勝が下野真岡藩4万石から小田原城8万5千石で加増転封され、小田原藩が復活した。翌年（1633年）1月11日には正勝は小田原城の城郭整備に取り掛かるも、その10日後の21日に相模・伊豆地域でマグニチュード7クラスの大地震が襲った（寛永地震）。稲葉氏家中の死者だけで237人を数え、城下の死者数は数えきれないほどであった。翌年に家光の上洛が予定され、その際に、小田原城本丸が将軍の御座所となっていたため、小田原城本丸の迅速な再建が行われることとなった。幕府御作事奉行に任命されていた酒井忠知らの指揮の元、4万5千両の公費をもって再建が行われた。また、小田原藩藩主御殿として使われる二の丸御殿や藩主別邸として使われる「御花畠之御亭」は稲葉氏が1万7千両余の経費を投入して作り上げた。さらに、この地震の復興過程で城下町整備も行われ、新たに、新宿町から大手前までの、将軍専用の道として、御成道を通し、その沿道にあった唐人町の町屋を移転し、武家屋敷地とした。また、板橋や山角町への寺社地の移転及び整理、下級家臣のための足軽長屋や割屋敷の増設が行われた。その後、本丸御殿の完成とともに、御用米曲輪に城詰米5千石が兵糧米として備蓄され、さらに、城付の武具として具足千領余、鉄砲千三百丁余、槍900本が整えられた。

### 近現代

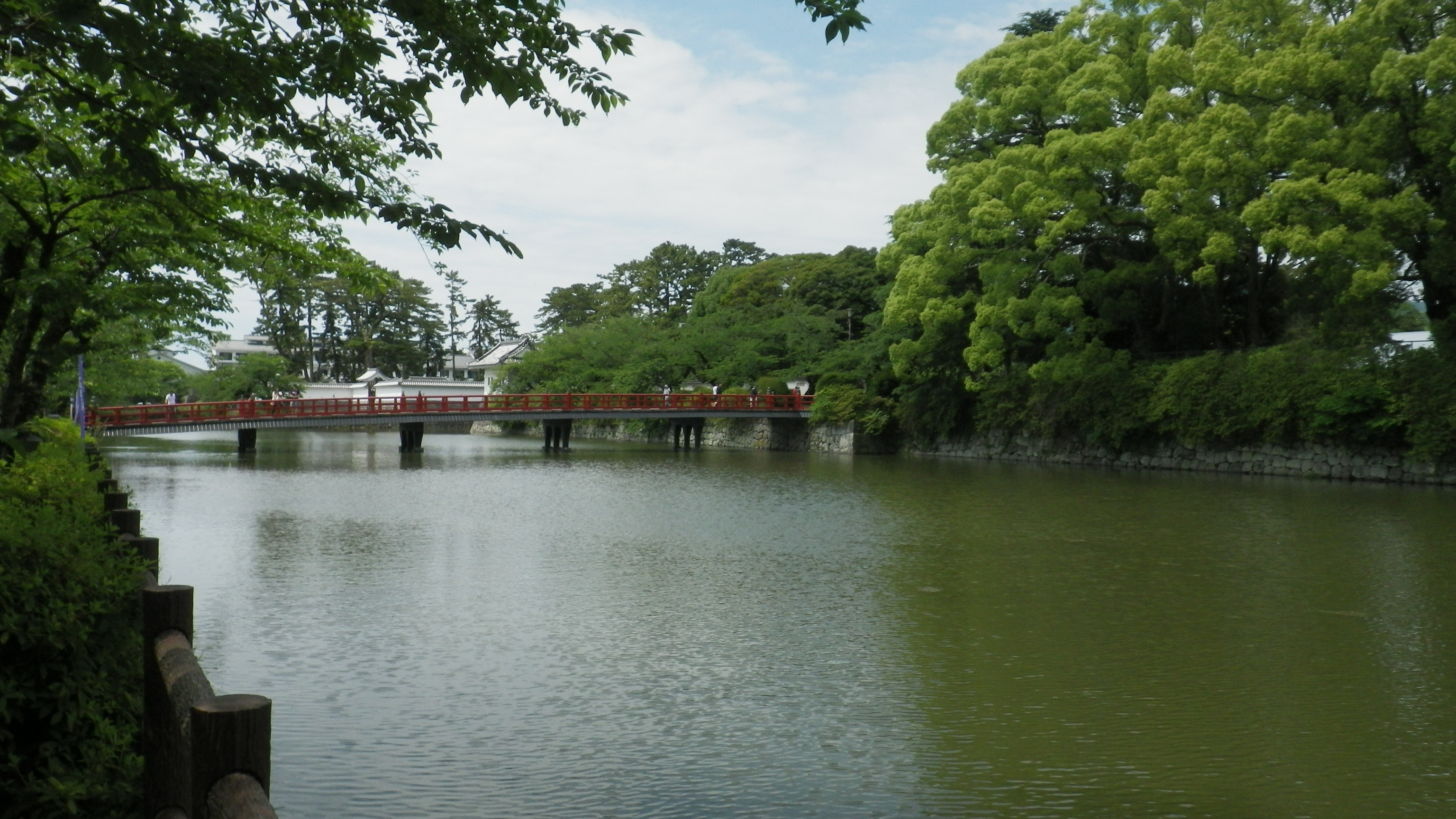
水堀　二の丸

- 明治3年（1870年）から明治5年（1872年）にかけ、城内の建造物はほとんど取り壊され、天守台には大久保神社が建てられた。
- 1901年（明治34年）旧城内に小田原御用邸が設置された[14]。
- 1909年（明治42年）唯一取り壊されなかった二の丸平櫓の修築工事が行われた。
- 1923年（大正12年）9月1日の関東大震災により、御用邸は大破し[15]、その後廃止された。現存していた二の丸平櫓は倒壊、石垣も大部分が崩壊した。
- 1930年（昭和5年）から1931年（昭和6年）にかけて上記石垣が積み直されている。しかし、以前より低く積んでしまったため、偉容を損ねてしまっている。
- 1935年（昭和10年）震災で倒壊した二の丸平櫓が隅櫓として復興されたが、予算の関係で規模が2分の1となっている。
- 1950年（昭和25年）関東大震災で崩壊した天守台の整備を開始。その後、小田原城址は小田原城址公園として整備される。
- 1953年（昭和28年）天守台の石積工事が完成。その後、小田原市制の施行20周年記念事業で天守の復興が計画され、現存している旧天守模型を元にし、天守の再建工事が行われる[16]。天守が再建されるまでの間、天守台には観覧車が置かれていた[17][18]。
- 1960年（昭和35年）5月25日：天守の再建工事が完成[16][19]。ただし、再建した天守は鉄筋コンクリート構造によるもので、小田原市当局の要望により天守最上階に高欄が取り付けられ、天守の本来の姿を忠実に再現するものではない。天守からは太平洋や笠懸山の石垣山城がよく見える。
- 現在、小田原市では、城の中心部を江戸末期の姿に復元することを計画しており、天守の復興を手始めに1971年（昭和46年）には常盤木門（ときわぎもん）（外観復元）、1990年（平成2年）には住吉橋、1997年（平成9年）には銅門（あかがねもん）、2009年（平成21年）には馬出門を復元した。
- 2006年（平成18年）4月6日：日本100名城（23番）に選定された。
- 2013年（平成25年）2月：天守の木造復元を目指すNPO法人「みんなでお城をつくる会」が設立された[20]
- 2013年（平成25年）御用米曲輪跡で堀跡,北条氏時代の池、庭園跡が発見された[21]。
- 2015年（平成27年）7月から2016年（平成28年）3月まで耐震工事及び屋根瓦や壁の修復が行われた為に天守内へ入館できなくなっていた[22][23][24]。
- 2016年（平成28年）5月1日：耐震工事と修復が終了し、再公開された[25]。
- 2018年（平成30年）冬：約38年ぶりに堀の水を全部排水、清掃する。この模様は2018年4月22日放送のテレビ番組『緊急SOS！池の水ぜんぶ抜く大作戦 〜日本三大“池”だ！小田原城＆善光寺＆日比谷公園〜』で放送された[26][27]。

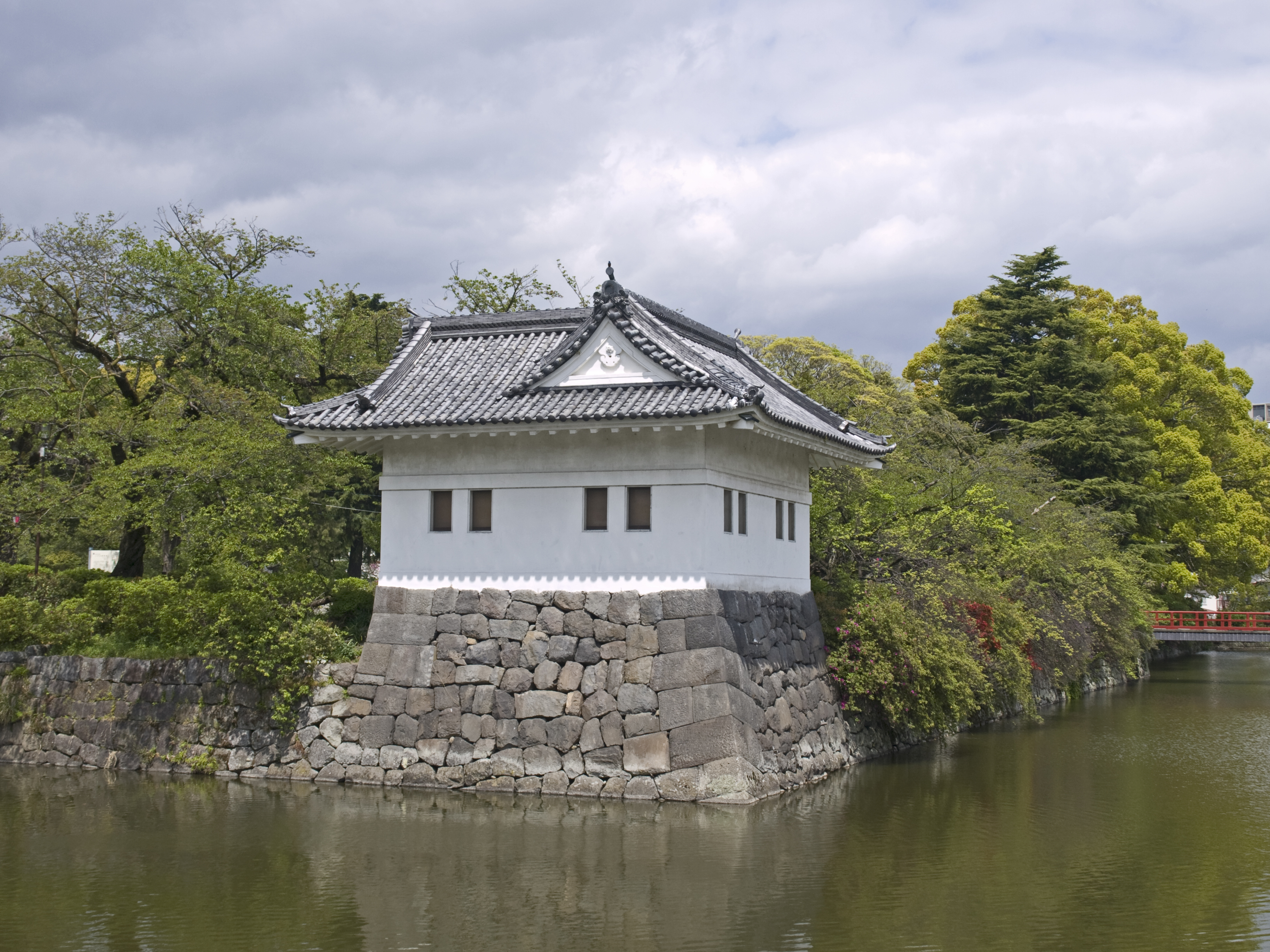
隅櫓　二の丸
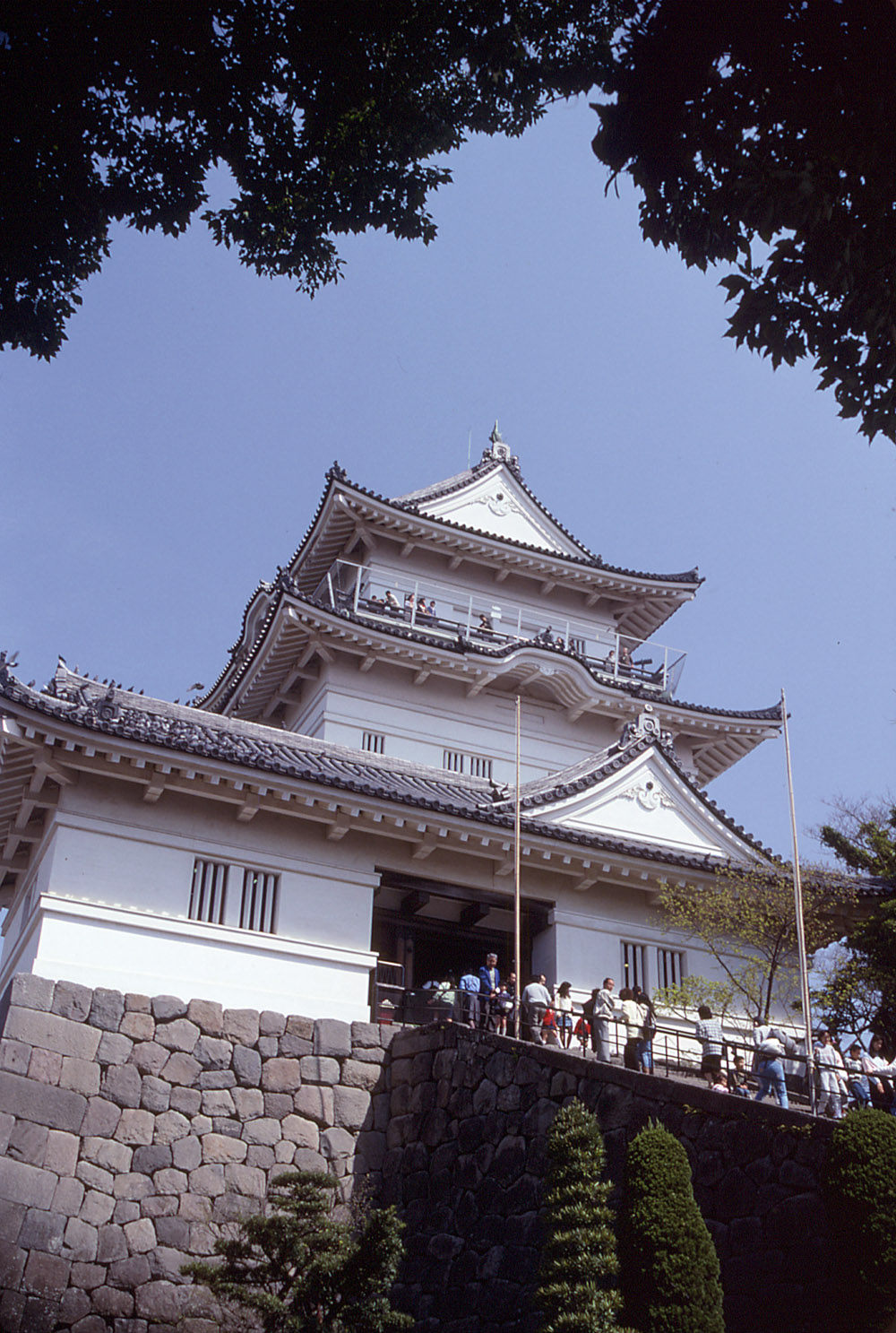
天守　（外観復元）
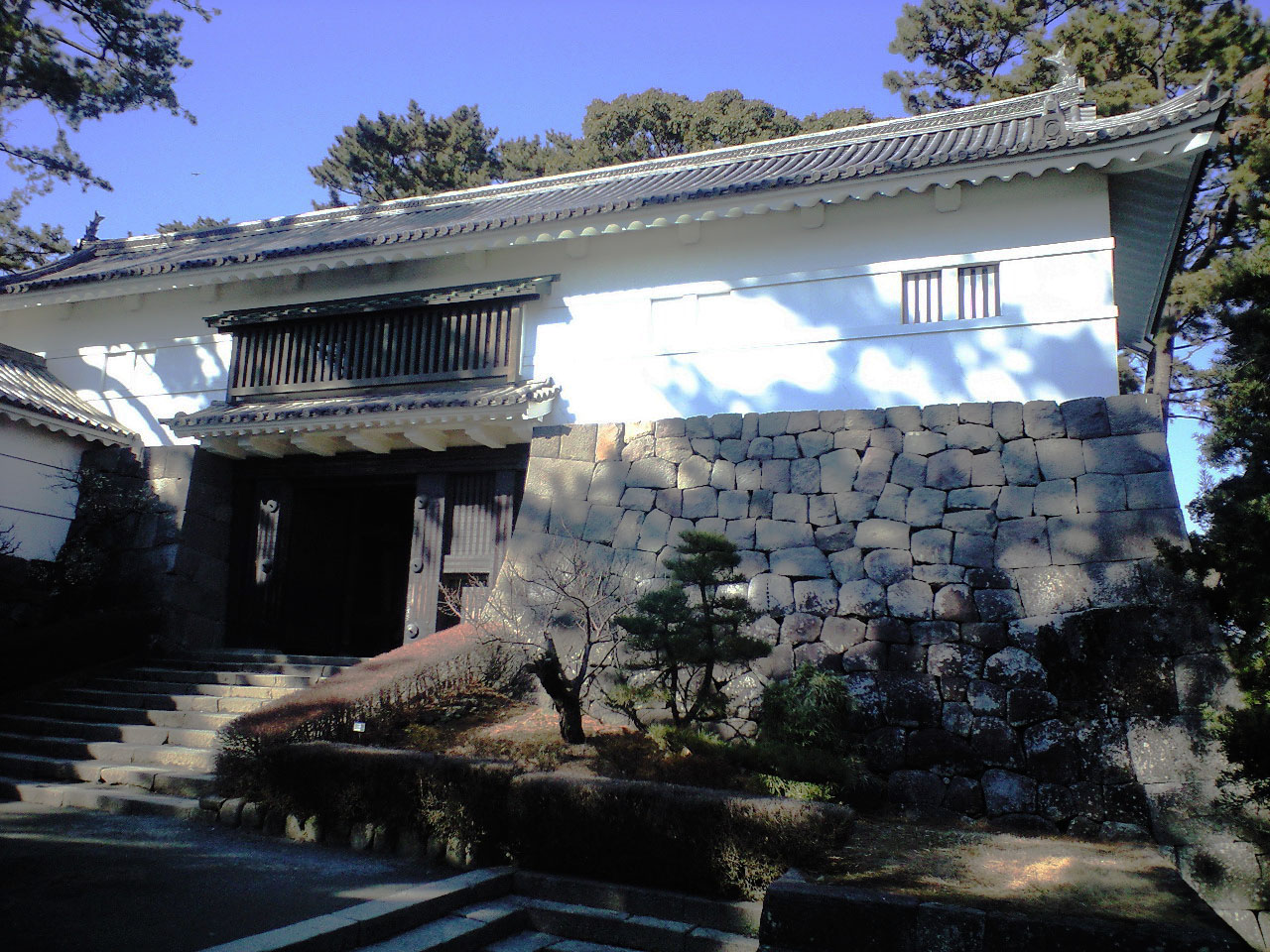
常盤木門　（外観復元）
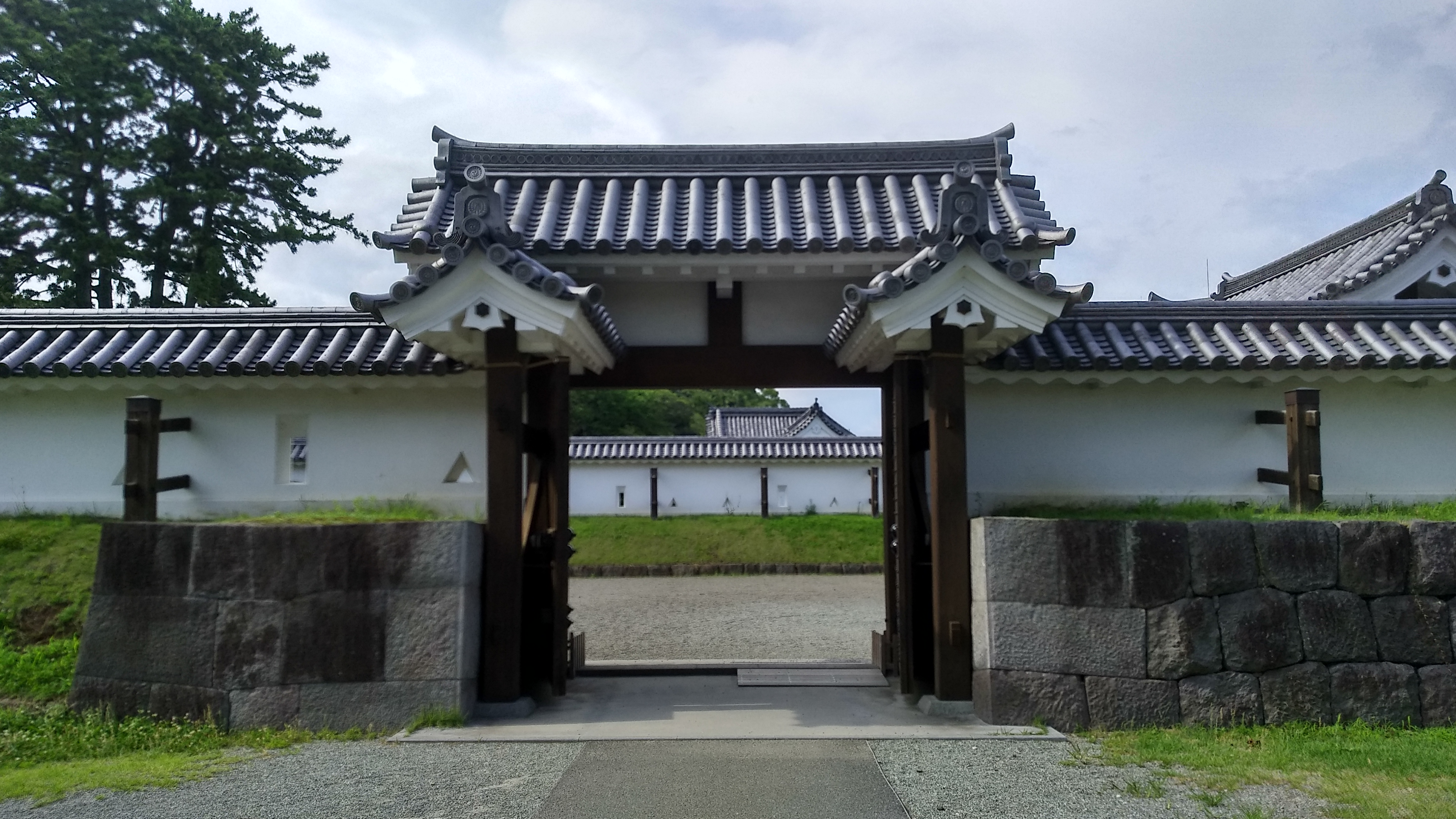
馬出門　（復元）
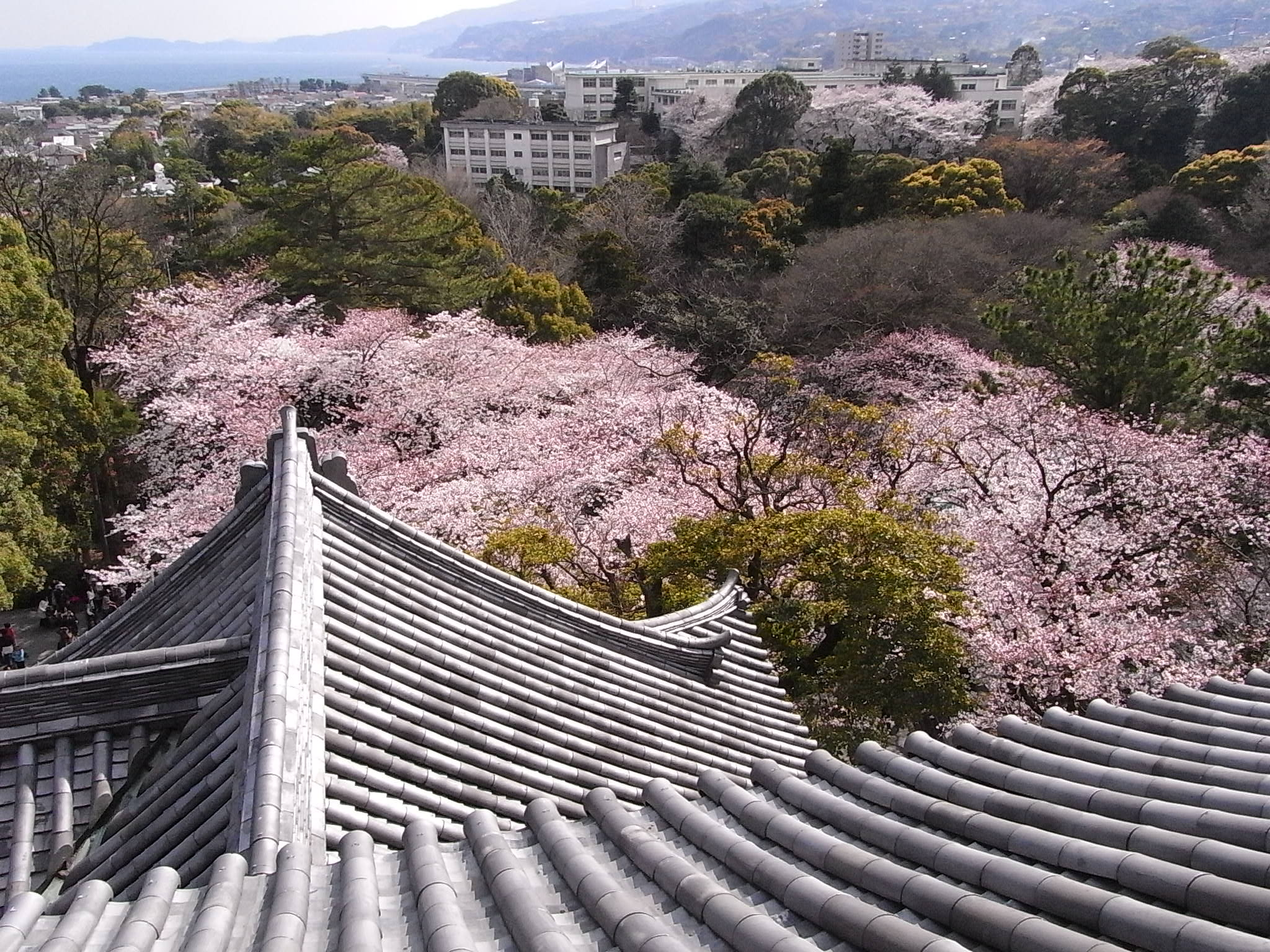
天守から城址公園を見る　2009年
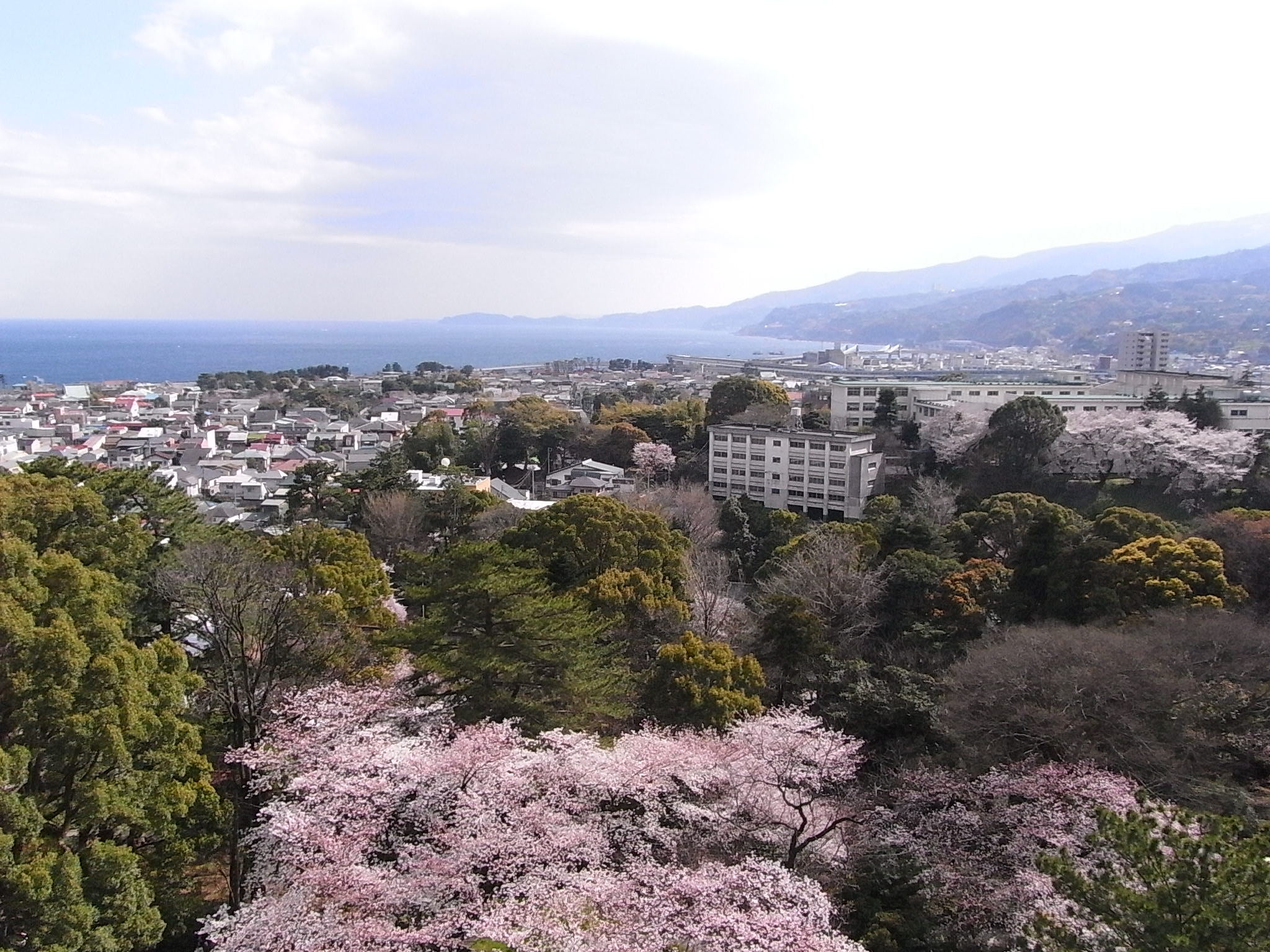
天守から相模湾、真鶴を見る　2009年
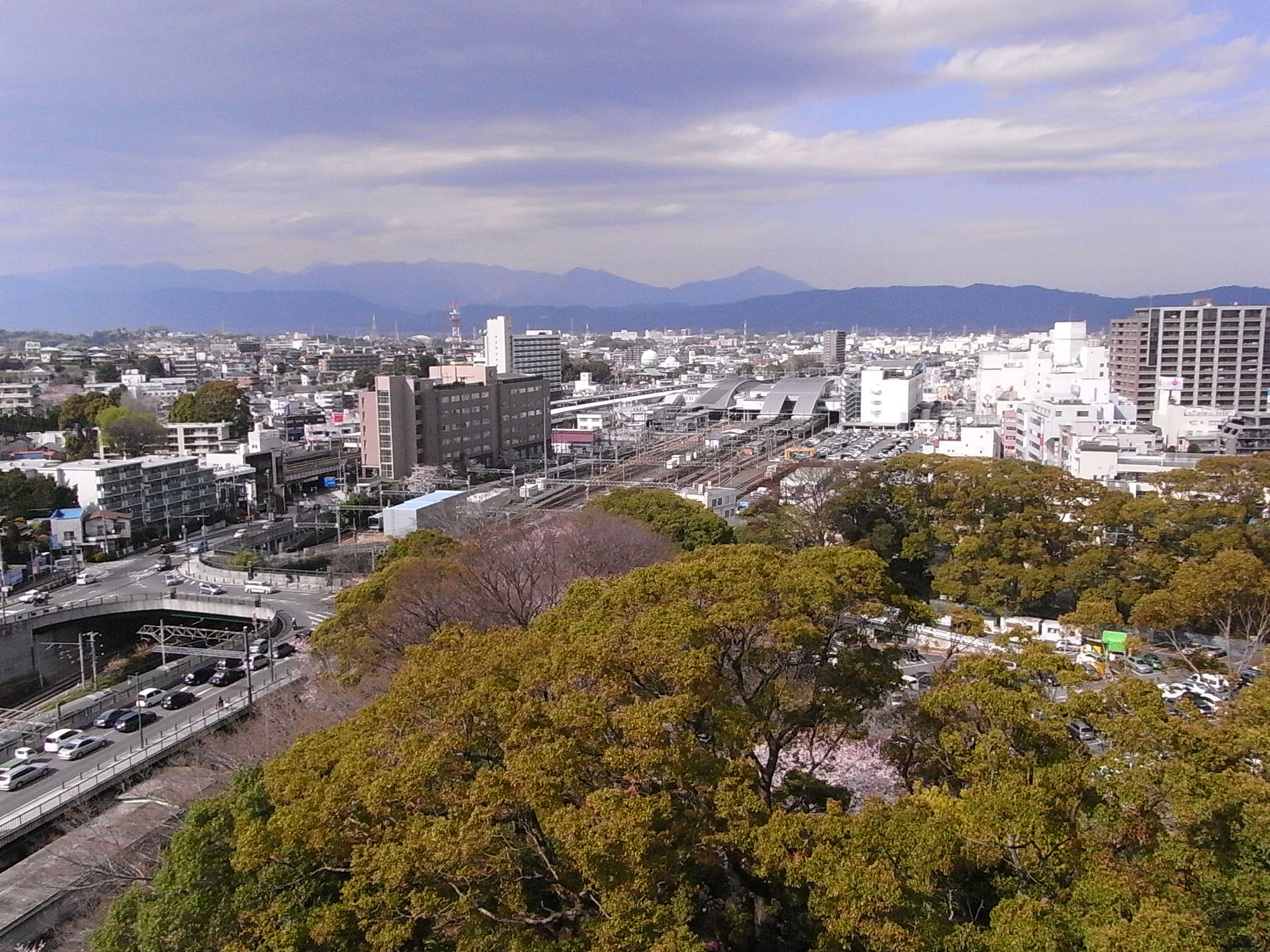
天守から小田原駅方向を見る　2009年

## 遺構等

### 移築建造物
建造物としては、県内中井町（中井町史跡文化財）の民家に二の丸にあった幸田門と伝わる門が現存しているが、当時の部材が少しだけしか使われていないようであり、大きさの面でも違いがあることから確定には至っていない。また、市内の民家にも城門が移築現存しているが、改造が著しくこちらも移築城門と確定に至っていない。

### 中世城郭の遺構
中世小田原城の遺構としては、
- 小峰の大堀切、土塁、中堀
- 八幡山古郭　東郭
- 新三ノ丸土塁、
- 稲荷森の堀
- 高校脇ポケットパークの土塁、障子堀跡
- 大久保神社付近の残存土塁、
- お鐘の台曲輪付近に空堀および土塁
- 早川口付近に二重土塁
- 幸田口および蓮上院付近に土塁

などが、それぞれ現存する。また、遺跡調査では旧三の丸の幸田口門があった付近（小田原市栄町一丁目）で障子堀跡が確認されている。堀跡の1号堀は幅約20メートルの障子堀で、2号堀は幅約7メートル。

## 史跡指定
1938年（昭和13年）8月8日、「小田原城跡」として国の史跡に指定された。1959年（昭和34年）5月29日一部地域を追加指定したが、1974年（昭和49年）と1975年（昭和50年）の両年度にわたって小田原市保存管理計画策定事業を行った結果、主として外郭部の未指定地において良好な遺構の遺存が確かめられたため、そのうち、後北条氏時代のものと思われる北東側の空堀と、江戸時代の絵図などで知られる「早川口」関連遺構と考えられる二重の土塁について1977年（昭和52年）5月4日、さらに当該部分の追加指定がなされた。その後もたびたび追加指定が行われている。
史跡指定範囲は、小田原市城内・本町・栄町・浜町・城山・板橋・十字・谷津・南町におよんでいる。

## 立地

### 所在地
- 神奈川県小田原市城内6-1

### 交通
- 東海道新幹線・ JR東海道線・ 小田急小田原線他小田原駅から徒歩約10分から15分
- 2006年（平成18年）、日本100名城（23番）に選定され、2007年（平成19年）6月から全国規模の日本100名城スタンプラリーが開始された。

## 関連文献
- 佐々木健策『戦国期小田原城の正体-「難攻不落」と呼ばれる理由』(歴史文化ライブラリー）吉川弘文館、2023年12月　ISBN　9784642059848
- 山口博『北条氏五代と小田原城』(人をあるく）吉川弘文館、2018年　ISBN　9784642067966